# ダルムシュタット
ダルムシュタット（ドイツ語: Darmstadt, ドイツ語発音: [ˈdarmʃtat]）は、ドイツ連邦共和国ヘッセン州南部の郡独立市で、ダルムシュタット行政管区本部およびダルムシュタット＝ディーブルク郡郡庁の所在地である。この都市はライン＝マイン地区に含まれ、ヘッセン州に9つある上級中心都市の1つとなっている。ダルムシュタットは、フランクフルト・アム・マイン、ヴィースバーデン、カッセルに次ぐヘッセン州第4の都市である。最も近い大都市はフランクフルト・アム・マインで北に約30km、ヴィースバーデンとマインツが約40km北西、マンハイムが南約45kmに位置している。
医薬品会社のメルクに市民の雇用を依存している（#地元企業）。学術都市としても著名である。1877年に創設された工科大学と3つの専門大学合わせて3万人を超える学生を抱える。研究施設も数多い（#研究所、研究機関）。1899年にエルンスト・ルートヴィヒ大公がマチルダの丘に芸術家村を設けたことからユーゲントシュティールの中心ともなった。この「芸術家コロニー（Künstlerkolonie）は、新しい時代の幕開けを感じさせる、近代的なデザインや建築の萌芽の象徴として、2021年に世界遺産に登録されました」。

## 地理

### 位置
ダルムシュタットで4つの自然領域が重なり合っている。市域の西部はオーバーライン地溝帯がある。この領域は市の南部でベルクシュトラーセの狭い縁に接続する。ベルクシュトラーセはここから始まる。市域の南東はマチルダの丘の辺りまでフォルダー・オーデンヴァルトに含まれる。ダルムシュタットの北東部はこれとは違ってメセラー丘陵に含まれる。この都市はダルムバッハ沿いにあり、南部のエーバーシュタット区をモーダウ川が流れている。

### 隣接する市町村
ダルムシュタットは、北はオッフェンバッハ郡、東、南、西はダルムシュタット＝ディーブルク郡と隣接する。境を接する市町村は、北から時計回りに、エーゲルスバッハ、ランゲン、ドライアイヒ（以上3市町村はオッフェンバッハ郡）、メッセル、グロース＝ツィンメルン、ロスドルフ、オーバー＝ラムシュタット、ミュールタール、ゼーハイム＝ユーゲンハイム、プフングシュタット、グリースハイム、ヴァイターシュタット、エルツハウゼン（以上、ダルムシュタット＝ディーブルク郡）

### 気候
| 1961年から1990年までのダルムシュタット（植物園）の月別平均気温と降水量 \| \| 1月 \| 2月 \| 3月 \| 4月 \| 5月 \| 6月 \| 7月 \| 8月 \| 9月 \| 10月 \| 11月 \| 12月 \| \| \| \| 気温（℃） \| 0.5 \| 1.6 \| 4.8 \| 8.8 \| 13.2 \| 16.4 \| 18.2 \| 17.5 \| 14.1 \| 9.4 \| 4.5 \| 1.6 \| 平均 \| 9.2 \| \| 降水量 (mm) \| 53.9 \| 46.3 \| 60.0 \| 55.0 \| 75.0 \| 77.9 \| 75.5 \| 73.0 \| 55.3 \| 57.2 \| 68.3 \| 63.0 \| 計 \| 760.4 \| |      |      |      |      |      |      |      |      |      |      |      |      |      |       |
| | 1月  | 2月  | 3月  | 4月  | 5月  | 6月  | 7月  | 8月  | 9月  | 10月 | 11月 | 12月 |      |       |
| 気温（℃） | 0.5  | 1.6  | 4.8  | 8.8  | 13.2 | 16.4 | 18.2 | 17.5 | 14.1 | 9.4  | 4.5  | 1.6  | 平均 | 9.2   |
| 降水量 (mm) | 53.9 | 46.3 | 60.0 | 55.0 | 75.0 | 77.9 | 75.5 | 73.0 | 55.3 | 57.2 | 68.3 | 63.0 | 計   | 760.4 |

### 市の構成

ダルムシュタットの統計地区配置

ダルムシュタット市の構成は、9つの市区からなる。統計的な背景からこれらは統計地区に分割され、それぞれナンバリングされている。全部で9つの市区の内、5つが中心部（統計地区100番台から500番台）、4つが郊外区（統計地区600番台から900番台）である。詳細は以下の通り。
| No. | 名称                   | 人口¹  | 備考                                                 |
| 100 | ダルムシュタット中央区 | 16,626 | 市中央、アイヒベルク地区を含む                       |
| 200 | ダルムシュタット北区   | 27,713 | ヨハネス地区、マルティンス地区、ヴァルト集落を含む   |
| 300 | ダルムシュタット東区   | 12,768 | マチルダの丘、ヴォークス地区を含む                   |
| 400 | ベッスンゲン区         | 12,680 | 1888年4月1日に合併                                   |
| 500 | ダルムシュタット西区   | 14,631 | ハイムシュテッテンジートルング、オイローパ地区を含む |
| 600 | アルハイルゲン区       | 16,468 | 1937年4月1日に合併 ²                                 |
| 700 | エーバーシュタット区   | 21,734 | 1937年4月1日に合併 ²                                 |
| 800 | ヴィックスハウゼン区   | 5,733  | 1977年4月1日に合併                                   |
| 900 | クラニヒシュタイン区   | 10,750 | –                                                    |

1 2005年12月31日現在。

21937年4月1日にアルハイルゲンとエーバーシュタットが合併したことで、ダルムシュタットは大都市となった。

## 歴史

### 中世前期
ダルムシュタットは8世紀から9世紀頃にフランク人によって建設された。11世紀に初めて文献に登場する。13世紀中頃に水城が築かれ、1330年に都市権を獲得し、市場が開かれるようになった。これ以後、重要な交易路であるベルクシュトラーセの北端に位置する都市として急速に繁栄した。

### ヘッセン方伯時代
1476年にダルムシュタットはヘッセン方伯領となった。この時、都市権の安堵と引き替えに方伯の借金を押しつけられ経済状況が悪化した。またこの頃から市参事会と市民階級の間に齟齬が生じ、都市の行政機能が二重化していった。1567年にヘッセン方伯家が分裂し、ヘッセン＝ダルムシュタット方伯家が創設され、この都市は宮廷所在地となり、新たな発展の時代を迎えた。しかし、三十年戦争が激化すると方伯は、防衛施設の脆弱なダルムシュタットを捨て、ギーセンに遷ってしまった。かつてダルムシュタットの繁栄を支えたベルクシュトラーセは、各国の軍隊の通り道となり、この街は何度も占領され、略奪を受け、飢餓に苛まれた。またこれらの軍隊や、それを避けて逃げ込んだ周辺農民たちにより持ち込まれるペストにも苦しめられた。三十年戦争終結後は交易の回復とともにゆっくりと再興していった。だが、1693年にはフランス軍に攻撃され、また方伯家の浪費癖が禍し、経済的には苦しい状況が続いた。

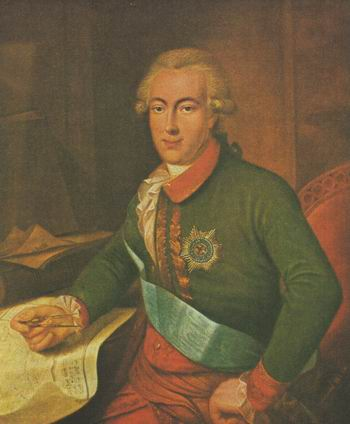
初代ヘッセン大公、ルートヴィヒ1世

### ヘッセン大公時代
1803年の帝国代表者会議主要決議に基づき、ヘッセン＝ダルムシュタット方伯は多くの領土を得、1806年に方伯はヘッセン大公を称することとなった。初代大公ルートヴィヒ1世の下、ダルムシュタットは再び急速に発展していった。また、ルートヴィヒ1世は二院制の議会を創設した。1848年にこれはプロイセンをモデルとする三級選挙法の導入につながっていった。最後のヘッセン大公エルンスト・ルートヴィヒは、第一次世界大戦前夜の激動期にあっても政治的野心に乏しい人物で、一方で芸術を保護し、1899年に「マチルダの丘」に芸術家コロニーを創設してユーゲントシュティール運動を応援した。

### 近代

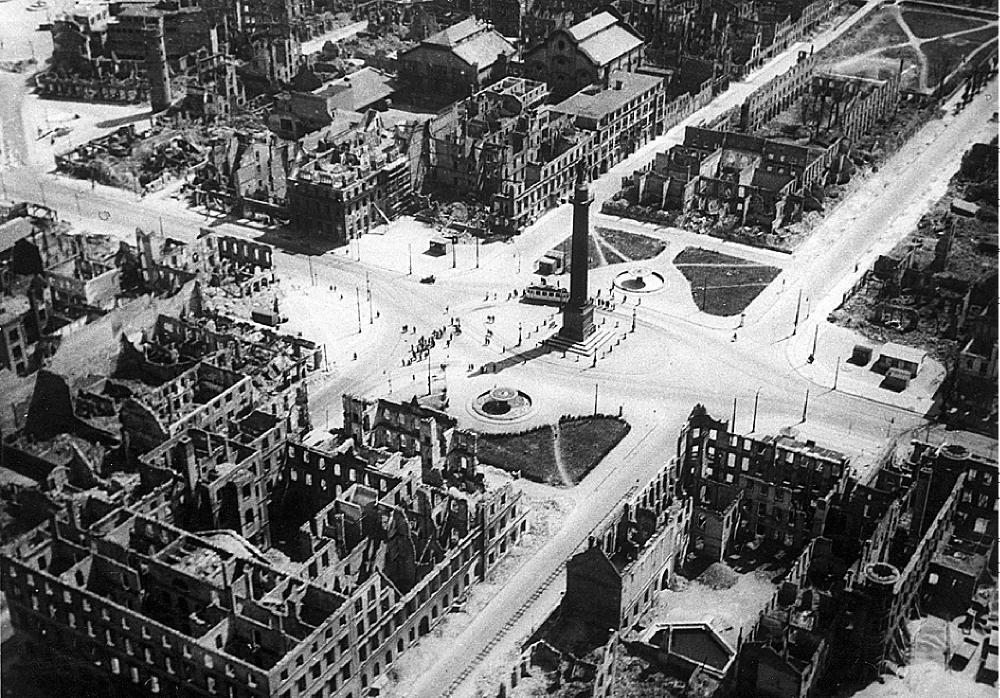
1944年の空爆で廃墟と化したルイーゼン広場

1930年代からダルムシュタットでも国家社会主義が急速に力をつけていた。1938年の水晶の夜にはシナゴーグに火が付けられ、多くのユダヤ人商店が襲撃された。第二次世界大戦では、1944年9月11日から12日にかけて「大火の夜」と呼ばれる激しい爆撃とそれに伴う火災によって、11,500人の死者を出す甚大な被害を受けた。1945年3月25日、アメリカ軍がこの街を占領し、ダルムシュタットにおける戦争は終結した。
戦後の復興では、瓦礫の山と化したこの街を速く立ち直らせるため、装飾を排した実用本位の建築物が建設された。それでも城館や市庁舎、国立博物館といった重要な歴史建築は再建された。多くの研究機関が設置され、1977年に「学術都市」の呼称を獲得した。「マチルダの丘」は2021年にユネスコの世界遺産に登録された。

### 「ダルムシュタット」の名前
「ダルムシュタット」の名前の由来は、明らかでない。この入植地の現存する最も古い記載は、入植から何世紀も経った11世紀のもので「Darmundestat」と表記されている。この名前の由来を説明する仮説はいくつかある。
- 御料林管理人（Forstwart）と推測される>Darmund<なる人物の居住地説[8]。
- darreが門あるいは障害を意味し、mundは防衛を表す。従ってDarmundestatは「防備を固めた街道沿いの入植地」を意味する。
- darはオークまたは樹木、montは山であるとする説。
- ダルムバッハ (Darmbach) を名前の由来とする説。この説では、ダルムシュタットは渓流沿いの街 (Dam-unda-stat) あるいは荒れ地の川沿いの街 (Darm-unda-stat)であるとする。

### 宗教
| 宗派           | 比率   | 信者数 |
| プロテスタント | 35.7 % | 49,762 |
| カトリック     | 19.8 % | 27,591 |
| その他         | 44.4 % | 61,786 |

#### キリスト教

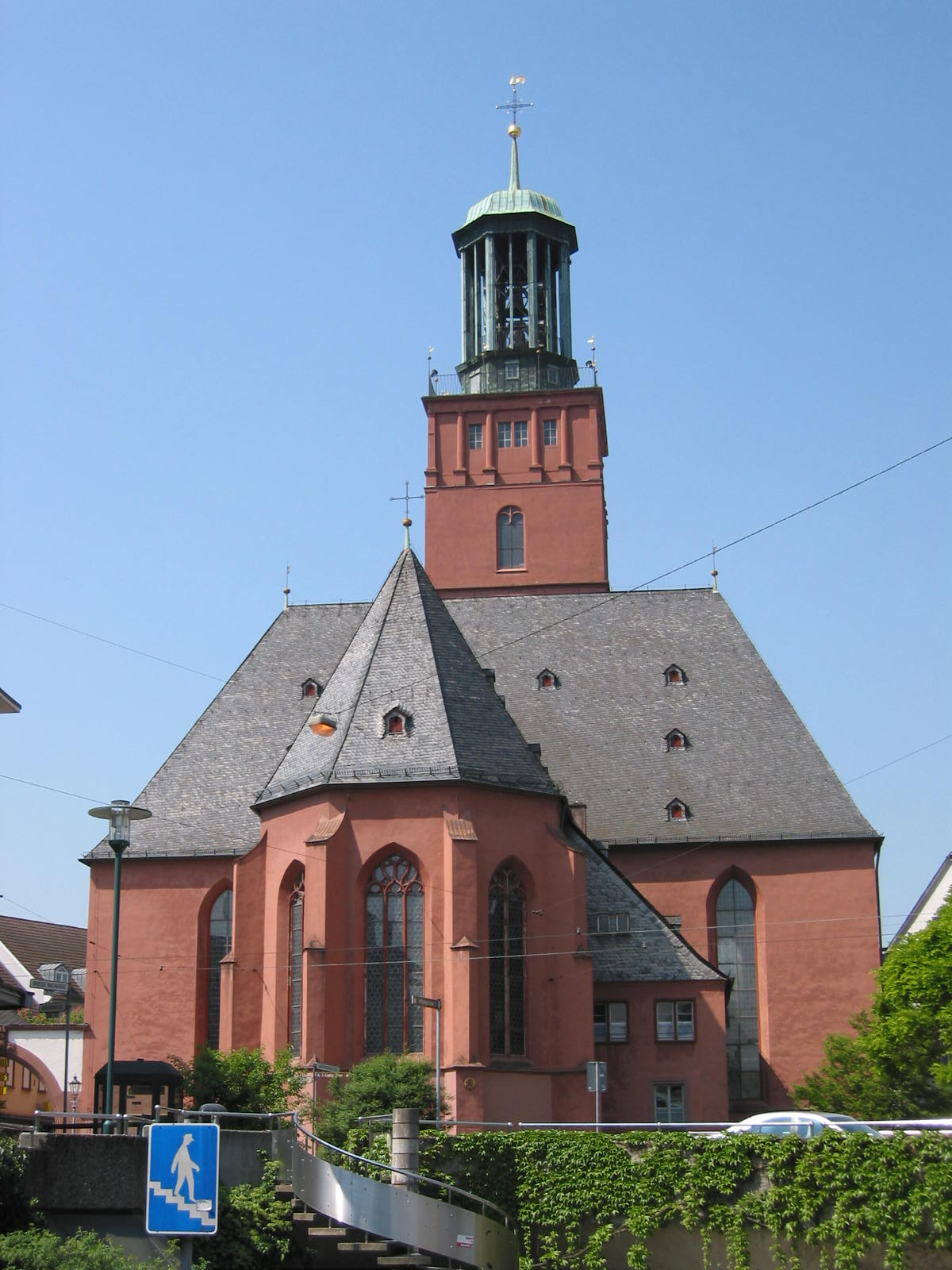
プロテスタントの市教会

ダルムシュタットは、宗教改革までマインツ大司教領に属していた。1526年にヘッセン＝ダルムシュタット方伯のフィリップ寛容伯がルター派の教義に基づく宗教改革を行い、以後長い間ダルムシュタットはルター派の都市であった。改革派教会は1770年から1771年になって初めて認知され、宗教儀式を行った。首都ダルムシュタットにはプロテスタントのヘッセン地方教会の執務期間である役員会が置かれたが、1934年または1947年にフランクフルトおよびナッサウ地方教会に合併された。さらにダルムシュタットにはシュタルケンブルク監督教区の教区監督官の居館もあった。現在、自由教会を除くダルムシュタットのプロテスタント教会組織はいずれもヘッセンおよびナッサウ・プロテスタント教会の下部機構であるダルムシュタット市監督管区に属す。ルーテル派の女子修道会であるマリア福音姉妹会も存在する。
ローマ・カトリック教会は、遅くとも18世紀には再び組織されていた。1790年に活動を許され、典礼を執り行った。市の小教区はマインツ司教区ダルムシュタット首席司祭区に属す。
この他ダルムシュタットには様々なキリスト教系の自由教会がある。

#### ユダヤ教
ダルムシュタットにはユダヤ教の組織もある。新しいシナゴーグは1988年に完成した。
2003年10月、市立病院敷地内の工事現場で、1938年に蹂躙されたシナゴーグの遺構が発掘された。旧シナゴーグは1873年から1876年に建設されたもので、1940年に消火用水貯水池建設のために一部が破壊され、1970年の病院拡張に伴って完全に取り壊された。発掘では基礎部分の遺構の他に、ワイン室から暖房換気設備やたくさんのガラス片・金属片が現れた。州文化財保護局の出土品保全に関するコンセプトは、「外観を取り繕うことなく、可能な限り手を加えずに破壊の歴史的瞬間」を追求するというものであった。旧シナゴーグを記念する発掘現場は訪れることが出来るようになっている。

#### イスラム教

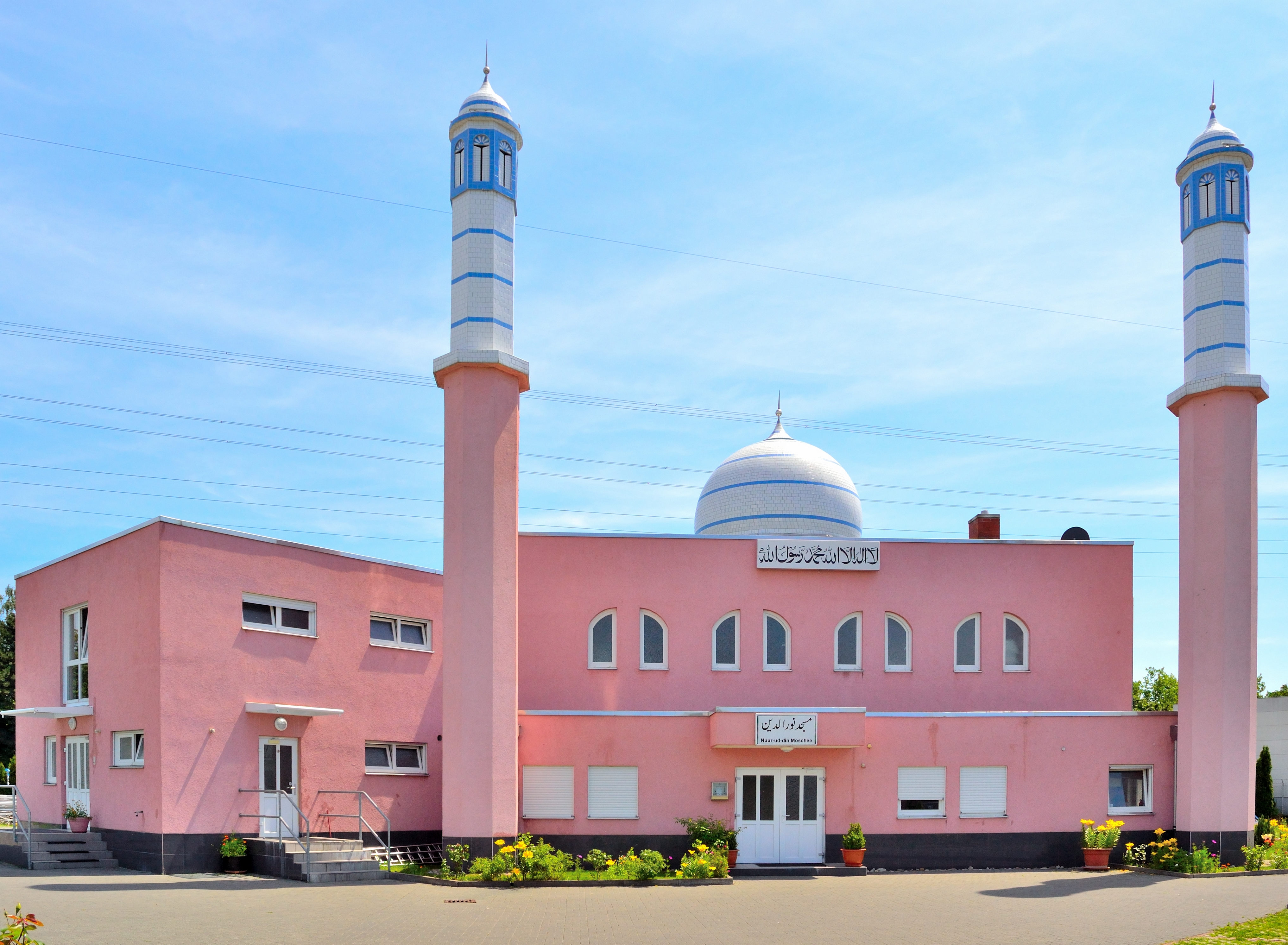
ヌールッディーン・モスク

ダルムシュタットには、宗派や民族グループの異なる様々なイスラム教組織がある。最大のモスクはアミール＝スルタン・モスク（Emir-Sultan）と、 アフマディーヤ・イスラム教団（Ahmadiyya Muslim Jamaat）のヌールッディーン・モスク（Nuur-ud-din）である。この他にも、DITIBを含め多くの祈りの場がある。

### 人口推移
1937年4月1日、アルハイルゲンとエーバーシュタットが合併したことで、この街の人口は10万人を超えた。第二次世界大戦の間、1939年から1945年の間に人口は約40%減少した（115,000人 → 70,000人）。1953年に人口は戦前のレベルまで回復した。1971年にダルムシュタット市の人口は史上最大の142,133人に達した。公式記録に基づく2007年6月末現在の人口は140,347人であった。外国人比率は約16.5%であった。
以下は各時点での市域内の人口一覧である。1833年までは概算の算定値、以後は国勢調査結果（表中青地の箇所）または各時点での統計担当官庁による公式記録または市当局の記録に基づいている。

ダルムシュタット市の人口推移

| 時点          | 人口（人） |
| ------------- | ---------- |
| 1570年        | 1,220      |
| 1676年        | 1,790      |
| 1772年        | 9,800      |
| 1816年        | 15,391     |
| 1846年12月3日 | 26,300     |
| 1861年12月3日 | 28,526     |
| 1864年12月3日 | 29,225     |
| 1871年12月1日 | 33,800     |
| 1875年12月1日 | 37,273     |
| 1880年12月1日 | 41,199     |
| 1885年12月1日 | 43,146     |
| 1890年12月1日 | 55,883     |

| 時点           | 人口（人） |
| -------------- | ---------- |
| 1895年12月2日  | 63,168     |
| 1900年12月1日  | 72,381     |
| 1905年12月1日  | 83,123     |
| 1910年12月1日  | 87,089     |
| 1916年12月1日  | 71,410     |
| 1919年10月8日  | 82,367     |
| 1925年6月16日  | 89,465     |
| 1933年6月16日  | 93,222     |
| 1939年5月17日  | 115,196    |
| 1945年12月31日 | 69,539     |
| 1950年9月13日  | 94,788     |
| 1956年9月25日  | 123,306    |

| 時点           | 人口（人） |
| -------------- | ---------- |
| 1961年6月6日   | 136,412    |
| 1965年12月31日 | 140,066    |
| 1970年5月27日  | 141,224    |
| 1975年12月31日 | 137,018    |
| 1980年12月31日 | 138,201    |
| 1985年12月31日 | 134,181    |
| 1987年5月25日  | 134,272    |
| 1990年12月31日 | 138,920    |
| 1995年12月31日 | 138,980    |
| 2000年12月31日 | 138,242    |
| 2005年12月31日 | 139,103    |
| 2010年12月31日 | 144,402    |

| 時点           | 人口（人） |
| -------------- | ---------- |
| 2011年5月9日   | 143,499    |
| 2015年12月31日 | 155,353    |
| 2020年12月31日 | 159,174    |

## 行政

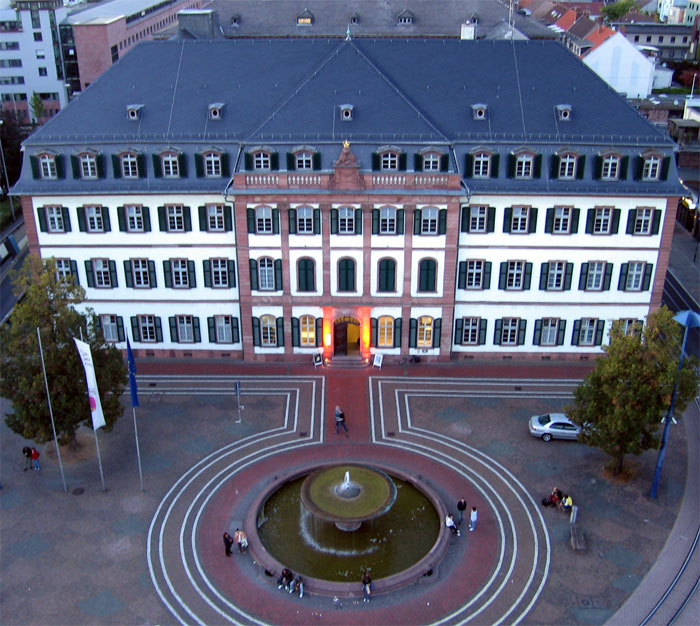
ダルムシュタット市庁舎

### 市議会
ダルムシュタット市の市議会は71議席からなる。2021年の議会選挙結果に基づく議席配分は以下の通り。
| 政党                                                                                  | 得票率 (%) | 獲得議席数 |
| ------------------------------------------------------------------------------------- | ---------- | ---------- |
| GRÜNE                                                                                 | 27.4       | 20         |
| SPD                                                                                   | 16.7       | 12         |
| CDU                                                                                   | 15.6       | 11         |
| DIE LINKE                                                                             | 7.4        | 5          |
| Volt Deutschland                                                                      | 6.9        | 5          |
| Unabhängige Fraktion Freier Bürger – Aufrecht, Spontan, Subkulturell, Eigensinnig     | 6.4        | 5          |
| FDP                                                                                   | 5.6        | 4          |
| AfD                                                                                   | 4.6        | 3          |
| Unabhängige Wählervereinigung, hervorgegangen aus der Interessengemeinschaft Abwasser | 3.1        | 2          |
| Die PARTEI                                                                            | 2.2        | 2          |
| Wählergemeinschaft Darmstadt                                                          | 2.0        | 1          |
| FREIE WÄHLER                                                                          | 1.9        | 1          |
| その他                                                                                | 0.2        | -          |
| 計                                                                                    | 100.0      | 71         |
| 投票率 (%)                                                                            | 54.7       | 54.7       |

### 首長
市行政のトップは、中世にはシュルトハイスと呼ばれていた。遅くとも15世紀までにはビュルガーマイスター（「市長」を示す意味する一般的な語）の役職が現れるのだが、その職務範囲は市の収入役に限られていた。その後次第にシュルトハイスの職務がビュルガーマイスターに移管されていった。
遅くとも16世紀、おそらくは15世紀中にビュルガーマイスターの職は二重に設けられるようになっていた。一つは「ラーツビュルガーマイスター」（後の上級市長）で、市参事会が1年ごとに選出した。もう一つは「ユンゲラー・ビュルガーマイスター」（後の下級市長、現在は単に市長という職名である）で、市民が選出した。
1874年から上級市長職は専任職となった。1993年以降、上級市長は市民の直接選挙で選出されるようになった。それ以前は、市議会が上級市長を選出していた。
ダルムシュタットは、SPDの牙城であり、戦後これまでの上級市長はすべてSPDに属す。現職のヴァルター・ホフマンは2005年にペーター・ベンツの後継者としてこの職に就任した。現在の市長は、やはりSPDのヴォルフガング・グレンツである。

#### 1945年以降の上級市長一覧
| 在職期間        | 名前                               | 政党                  |
| --------------- | ---------------------------------- | --------------------- |
| 1945年 – 1950年 | ルートヴィヒ・メッツガー           | SPD                   |
| 1951年 – 1971年 | ルートヴィヒ・エンゲル             | SPD                   |
| 1971年 – 1981年 | ハインツ・ヴィンフリート・ザバイス | SPD                   |
| 1981年 – 1993年 | ギュンター・メッツガー             | SPD                   |
| 1993年 – 2005年 | ペーター・ベンツ                   | SPD                   |
| 2005年 - 2011年 | ヴァルター・ホフマン               | SPD                   |
| 2011年以降      | ヨーヒェン・パルチュ               | Bündnis 90/Die Grünen |

### 紋章
ダルムシュタット市の紋章は、盾型の外側上に赤い裏地の大公冠を被っている。盾の中は上下二分割。上部は金地に、青い爪と舌を出し分割線から現れる赤い獅子。下部は青地に銀のユリ、ただしこのユリはフルール・ド・リス型に図形化されたものである。紋章はしばしば冠のない形で描かれる。
獅子とユリの紋章は、15世紀に建てられた市教会の塔の下部ヴォールトの要石にすでに現れている。この紋章は1917年に現在の形と色が定められ、当時のヘッセン大公から改めて授与された。紋章の獅子はこの都市を治めたカッツェンエルンボーゲン伯の紋章動物である。ユリはおそらく他の獅子の紋章と区別するために後に追加されたものである。ユリの由来について確かなことは解っていない。しかし、このユリは元々聖母マリアに捧げられたダルムシュタット市の市教会を象徴していると推測される。ユリは元来純潔の象徴であり、聖母マリアのアトリビュートとしてしばしば描かれる。

### 姉妹都市

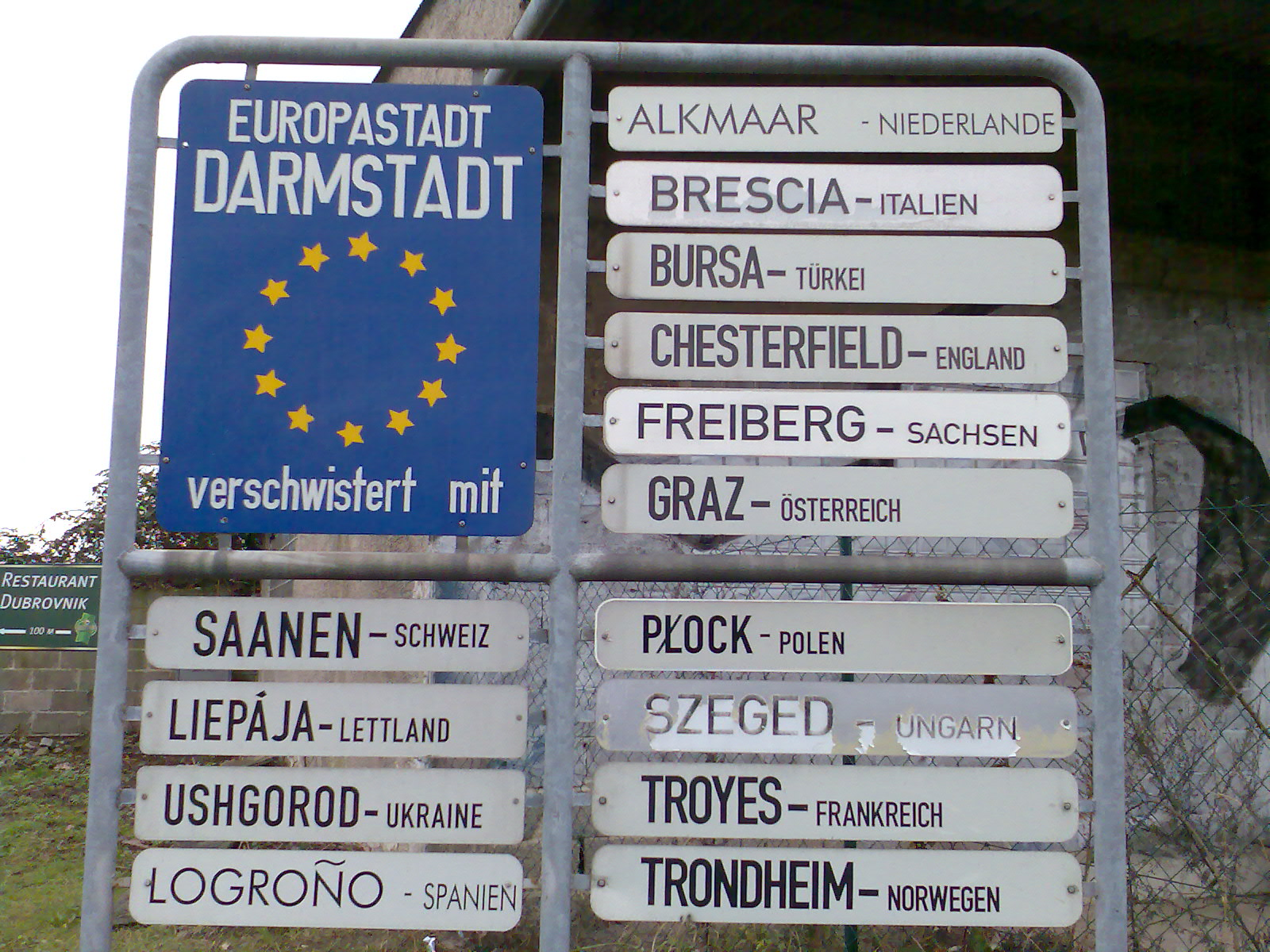
姉妹都市の標示板

- アルクマール（オランダ、北ホラント州）1958年
- トロワ（フランス、オーブ県）1958年
- チェスターフィールド（イギリス、ダービーシャー）1959年
- グラーツ（オーストリア、シュタイアーマルク州）1968年
- トロンハイム（ノルウェー、ソール・トロンデラーグ県）1968年
- ブルサ（トルコ、ブルサ県）1971年
- プウォツク（ポーランド、マゾフシェ県）1988年
- セゲド（ハンガリー、チョングラード県）1990年
- Gyönk（ハンガリー、トルナ県）1990年
- フライベルク（ドイツ、ザクセン州）1990年
- ブレシア（イタリア、ロンバルディア州）1991年
- クシュタード（スイス、ベルン州）1991年
- ウージュホロド（ウクライナ、ザカルパッチャ州）1992年
- リエパーヤ（ラトヴィア）1993年
- ログローニョ（スペイン、ラ・リオハ州）2002年

## 文化と見所

ダルムシュタット・ヘッセン州立劇場

### 演劇
ダルムシュタットには多くの劇場がある。最も有名なものは近年改装された州立劇場で、大ホール、小ホール、カンマーシュピールを有している。他には「ダルムシュタットのブールバール劇場、子供劇場」と呼ばれるTAPのような小さな劇場がある。ハルプノイン劇場ではキャバレー劇『カバラッツ』から音楽グループの演奏会まで様々なステージが開催されている。ベスンゲン区には子供劇場「キケリキ」があり、旧ベスンゲン体育館では人形劇団「コメディ・ホール」が様々なプログラムを上演している。
エルンスト・エリアス・ニーベルガルによってダルムシュタット方言で書かれた『ダッテリヒ』は、大酒飲みの元財務官吏という「ユニークな物乞い」ダッテリヒの生涯を描いた作品で、疑いなく、ダルムシュタット地方文化の重要な作品である。

### 博物館

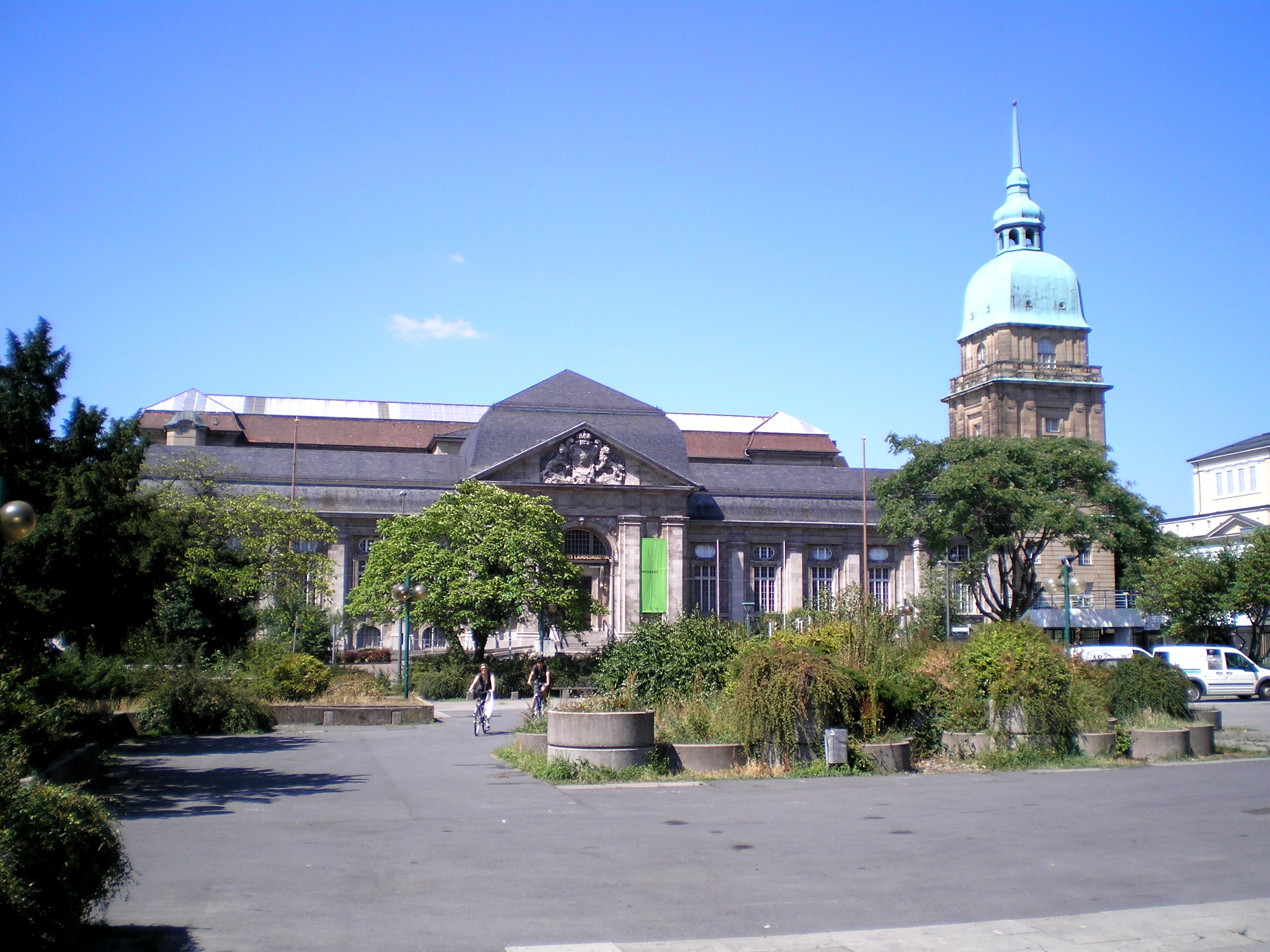
ダルムシュタット・ヘッセン州立博物館

ヘッセン州立博物館はメッセル採掘場の出土品やヨーゼフ・ボイスの作品群をはじめ膨大な常設展示品を所蔵している。現在は包括的な改装工事を行っているため閉鎖中である（2011年までの予定）。

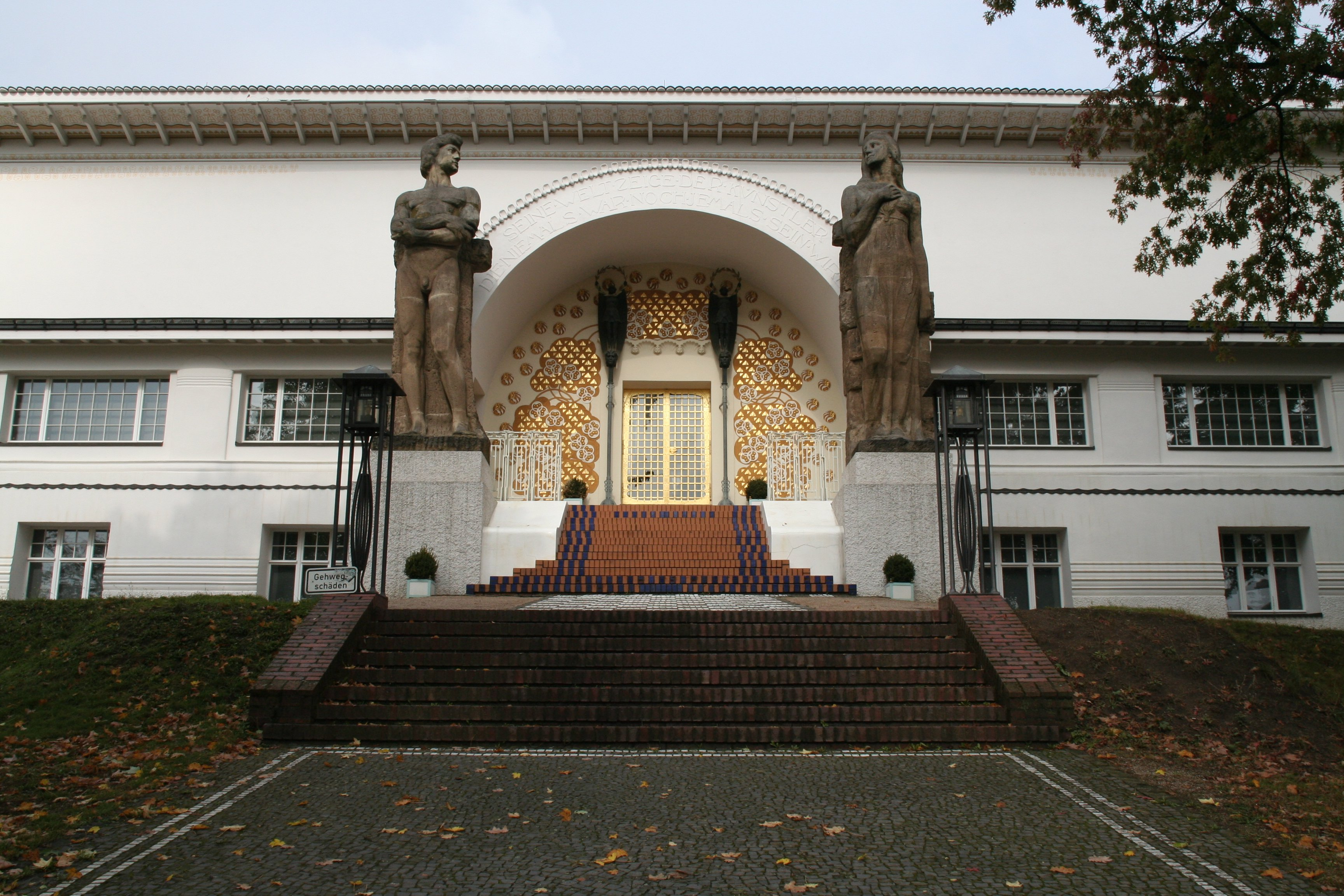
エルンスト・ルートヴィヒ邸

ユーゲントシュティールの重要な博物館がマチルダの丘のエルンスト・ルートヴィヒ邸内にある芸術家コロニー博物館である。この博物館は1899年から1914年までのダルムシュタット芸術家コロニーの歴史やその作品を展示している。作品は日々の暮らしの中でのスケッチや、ユーゲントシュティールの芸術作品である。ここ以外にもヘッセン州立博物館の1階にヨーゼフ・マリア・オルブリヒ、ペーター・ベーレンス、アンリ・ヴァン・デ・ヴェルデといった作家によるユーゲントシュティール様式の装飾品、家財道具、家具調度品などが展示されている。
しかしマチルダの丘にあるのは過去の様式だけではない。デザイン・ハウス・ダルムシュタットでは、ここに拠点を構えるデザインセンター・ヘッセン研究所e.V.とINTEF（ノイエ・テクニーシェ・フォルム研究所）が交互に展示を行っている。上階には、ブラウンのデザイナーであるディーター・ラムスの常設展示が行われている。

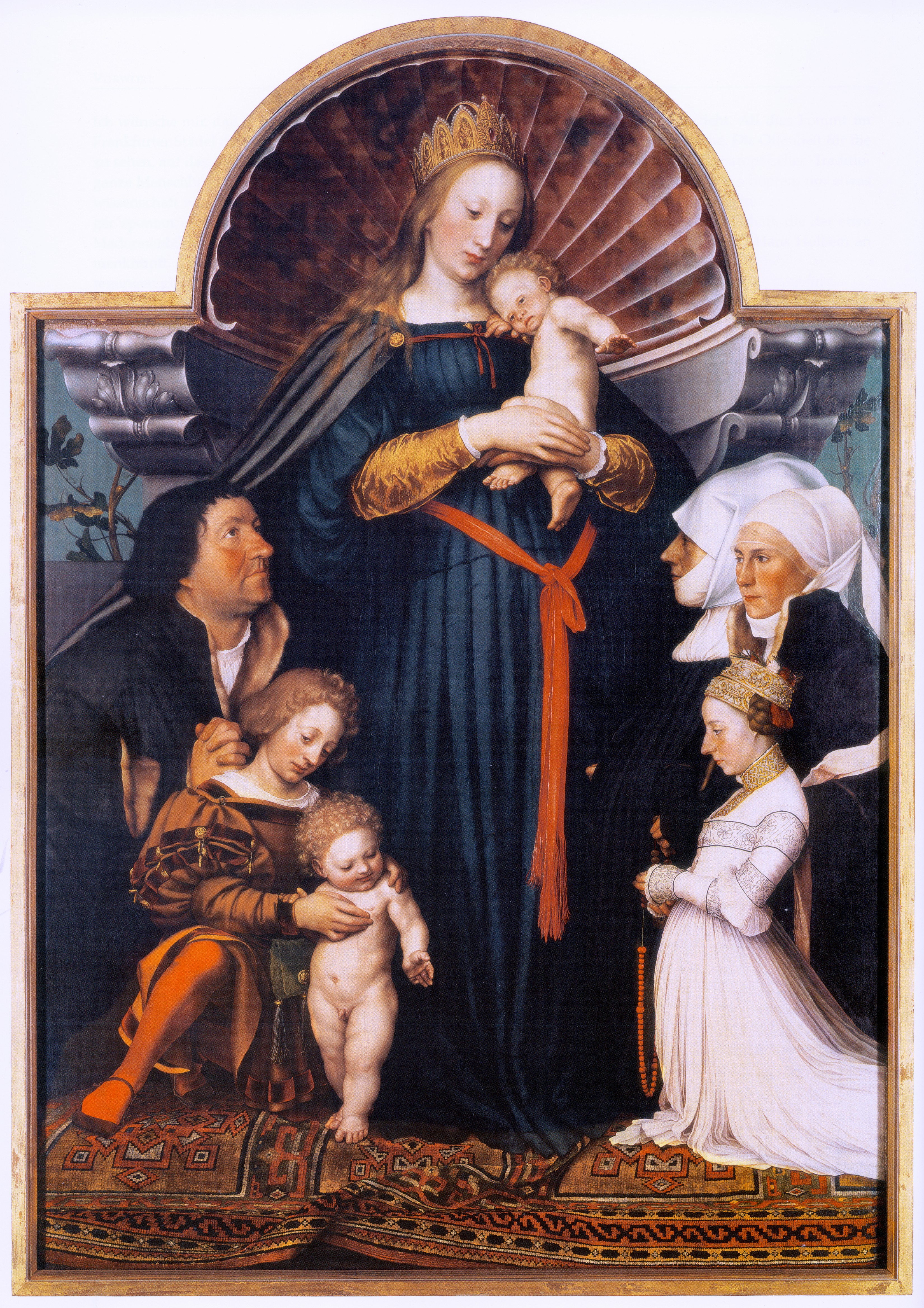
ダルムシュタットの聖母

ダルムシュタットは、かつて首都として繁栄した。城の鐘楼にある城館博物館では250年以上の宮廷の暮らしを展望できる。最も名高い展示品は、かつてフランクフルトの納屋に飾られていたハンス・ホルバインの『ダルムシュタットの聖母』である。領主庭園の端にヘッセン大公の時期コレクションを収蔵しているプリンツ・ゲオルク宮殿が周囲の環境と調和して建っている。このコレクションには、世界最大のケルスターバッハ磁器コレクションなど比類のないものが含まれている。ドイツでも数少ない現存するルネサンス様式の狩りの城であるクラニヒシュタイン城には、現在狩猟博物館があり、狩猟用の武器や道具、調度品、および狩りの情景を描いた絵画が展示されている。

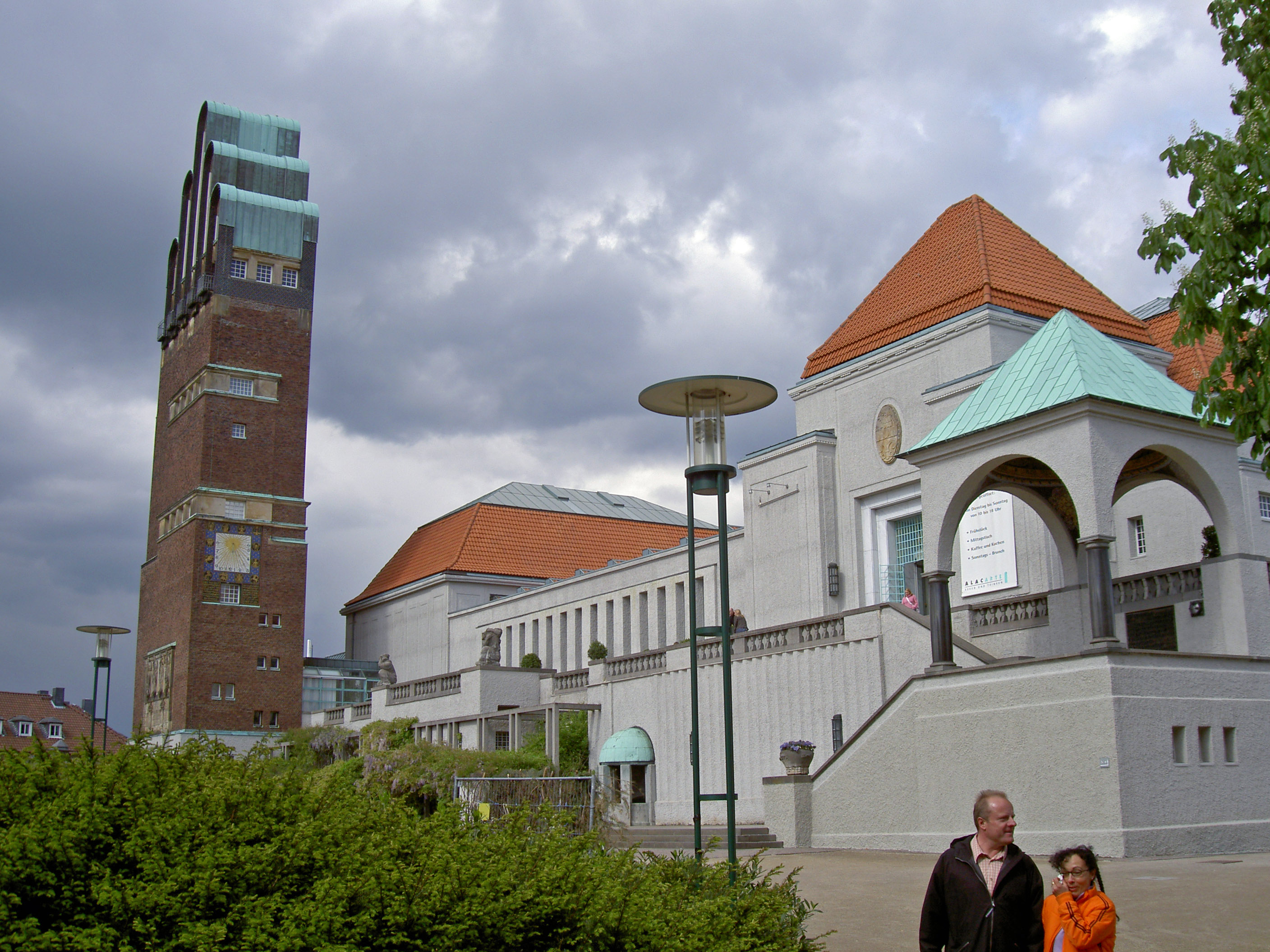
マチルダの丘催事場と結婚記念塔（ホッホツァイト塔）

ダルムシュタット芸術ホールでは年に4 - 5回全国レベルあるいは国際レベルの展示会が開催されている。重点は現代美術である。結婚記念塔（ホッホツァイト塔）の近くにあるマチルダの丘催事場でも様々な催しが開催されている。サイベルナリウム (Cybernarium) は、600m2の敷地で仮想現実や拡張現実に関する展示を行っている。
技術史もダルムシュタットでは様々な形で活きている。ダルムシュタット＝クラニヒシュタイン鉄道博物館は、機関車、車両、その他の歴史的な鉄道関連の品を現実に即した環境で展示している。工業文化館では、印刷業や活字鋳造の機器展示や昔の書籍製作技術の紹介がなされている。マチルダの丘にある「ノイエ・テクニーシェ・フォルム研究所 — ブラウン・デザイン・コレクション」では、1955年からの工業デザインが展示されている。
ダルムシュタットの歴史は様々な小さな博物館で活発に展示されている。この街の最後に遺った防衛塔であるヒンケルス塔に入っている旧市街博物館は、1930年代の旧市街を描き出す印象的な模型展示で第二次世界大戦によって破壊されたダルムシュタット旧市街を偲ばせる。ヴィックスハウゼ区の地区博物館は、18世紀から19世紀の古い調度や家具を展示するフランケン風の木組み建築による郷土博物館である。
この他にもセンテナリウムやダルムシュタット芸術資料館などがある。

### 音楽

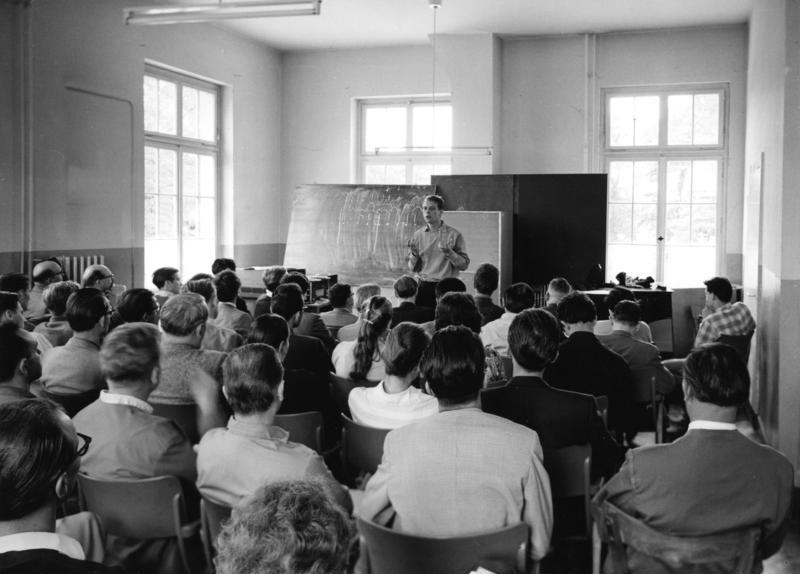
1957年のダルムシュタット夏季現代音楽講習会で講義を行うカールハインツ・シュトックハウゼン

ダルムシュタットには、音響芸術アカデミー、ダルムシュタット国際音楽研究所 (IMD) やダルムシュタット・ジャズ研究所がある。ダルムシュタット夏季現代音楽講習会やダルムシュタット・ジャズフォーラムといった催しが長年開催されており、この街は音楽家や音楽研究者らにとって重要な国際的な出会いの場となっている。
ダルムシュタットには、ダルムシュタット・バッハ合唱団、ダルムシュタット・カントライ、コンツェルト・コーラス・ダルムシュタットをはじめいくつもの有名な合唱団がある。

### 文学
文化都市ダルムシュタットは、地元の文学研究所や文学協会に多くの賞が与えられていることからも明らかなように、文学領域でも並はずれて強い発信力を持っている。
マチルダの丘に本部を構える「言語と文学のドイツ・アカデミー」はドイツ文学とドイツ語の保護や振興に努めている。この団体は、毎年、最も重要なドイツ文学賞であるゲオルク・ビュヒナー賞を授与している。これに加えて、ダルムシュタット市は「文学の3月」という催しで、若い作家を対象にした詩のコンテストを行い、レオンス＝ウント＝レーナ賞を授与している。さらに市は3年ごとに、ドイツの文筆家リカルダ・フーフを記念したリカルダ・フーフ賞を授与している。文学館は多くのダルムシュタットの文学団体や文芸運動の中心地と見なされており、ここでは定期的に朗読会が開催されている。ドイツ文学基金は、クラニヒシュタイナー賞をはじめとする文学賞や奨学金を授与することでドイツ現代文学を奨励している。
作家連盟の P.E.N.-ツェントルム・ドイチュラントもダルムシュタットに本部を置いている。さらにはドイツの書籍を他国に普及させることを目的としたマルティン・ベハイム協会もダルムシュタットにある。
ダルムシュタット大学・州立図書館は、現在、ダルムシュタット工科大学の中央図書館として位置づけられている。これに加えて、南ヘッセン地域における文学・情報提供の機能も併せ持っている。この他にはダルムシュタット市立図書館が、住民の教育・文化施設の役割を担っている。

### 建築
建築物は第二次世界大戦中の戦闘行為によって甚大な被害を受け、中心部は完全に破壊された。これらは戦後にわずかな例外を除いて芸術史上価値の高い歴史的建造物に至るまで撤去された。取り壊された歴史的建造物には、貴族や市民の館、カジノ、小劇場、身分制議会の議事堂、兵舎、新旧の宮殿などが含まれていた。遺された建築の再建は、簡素化された形で内部を近代的に改変して行われた。

#### 中心街
中心街には、旧市庁舎、ルートヴィヒ記念碑のあるルイーゼ広場、マルクト広場に面した城館、ルートヴィヒ教会（カトリックの中心的教会）、パウルス教会、市教会（プロテスタントの中心的教会）、ヴァイサー塔（白い塔）、旧ラテン語学校、会議センター「ダルムシュタッティウム」がある。
- 旧市庁舎
- ルイーゼ広場のルートヴィヒ記念碑
- ダルムシュタット城
- ルートヴィヒ教会
- パウルス教会
- ヴァイサー塔
- ダルムシュタッティウム
- ダルムシュタッティウム

#### マチルダの丘

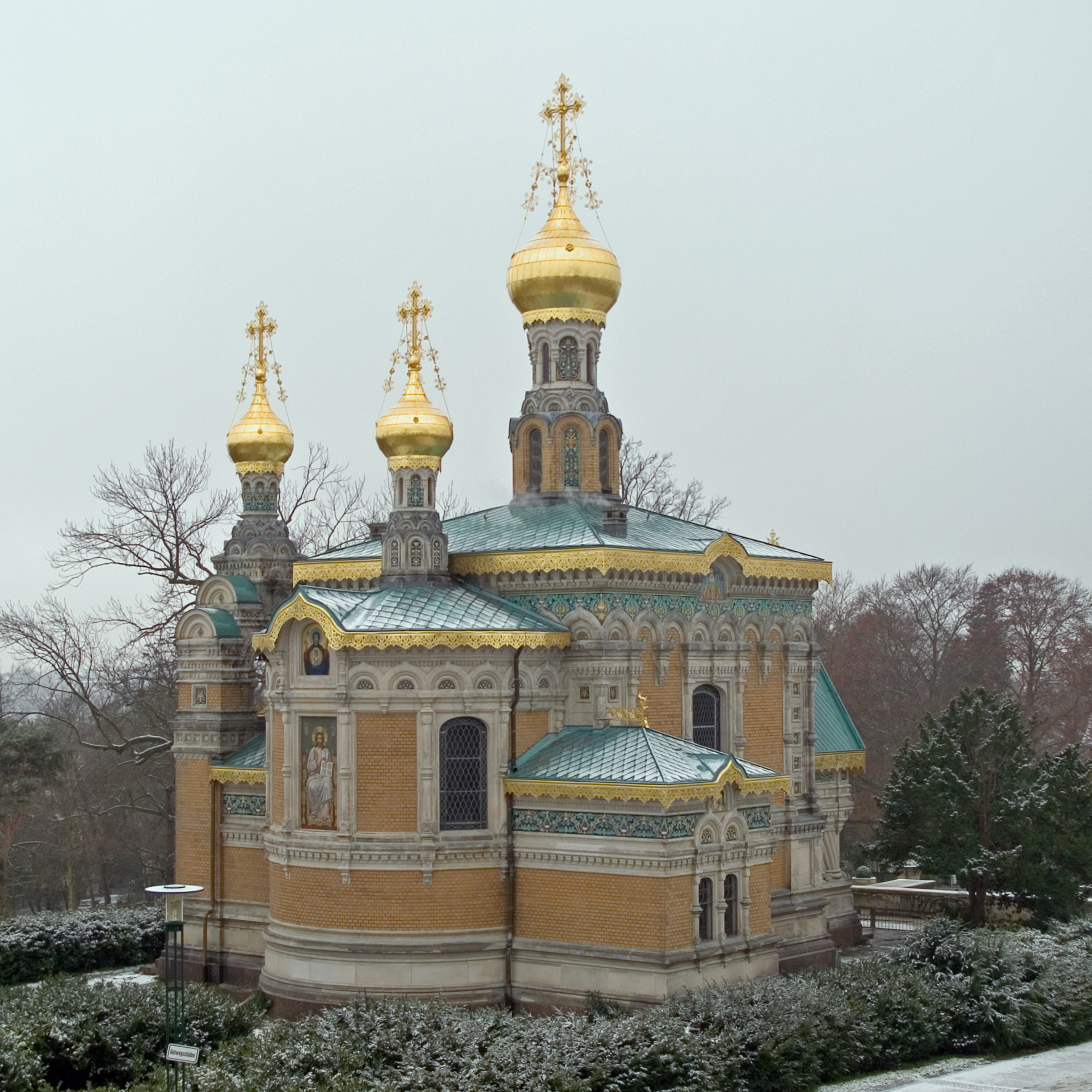
マチルダの丘のロシア正教会聖堂

- ダルムシュタットの象徴的建造物である結婚記念塔（ホッホツァイト塔）
- ロシア正教会聖堂
- 芸術家コロニー

マチルダの丘芸術家コロニー
- グリュッカート邸
- ベーレンス邸
- ダイタース邸
- オルブリヒ邸
- オーバーヘシシェ・ハウス

#### ベスンゲン区
- オランジュリ

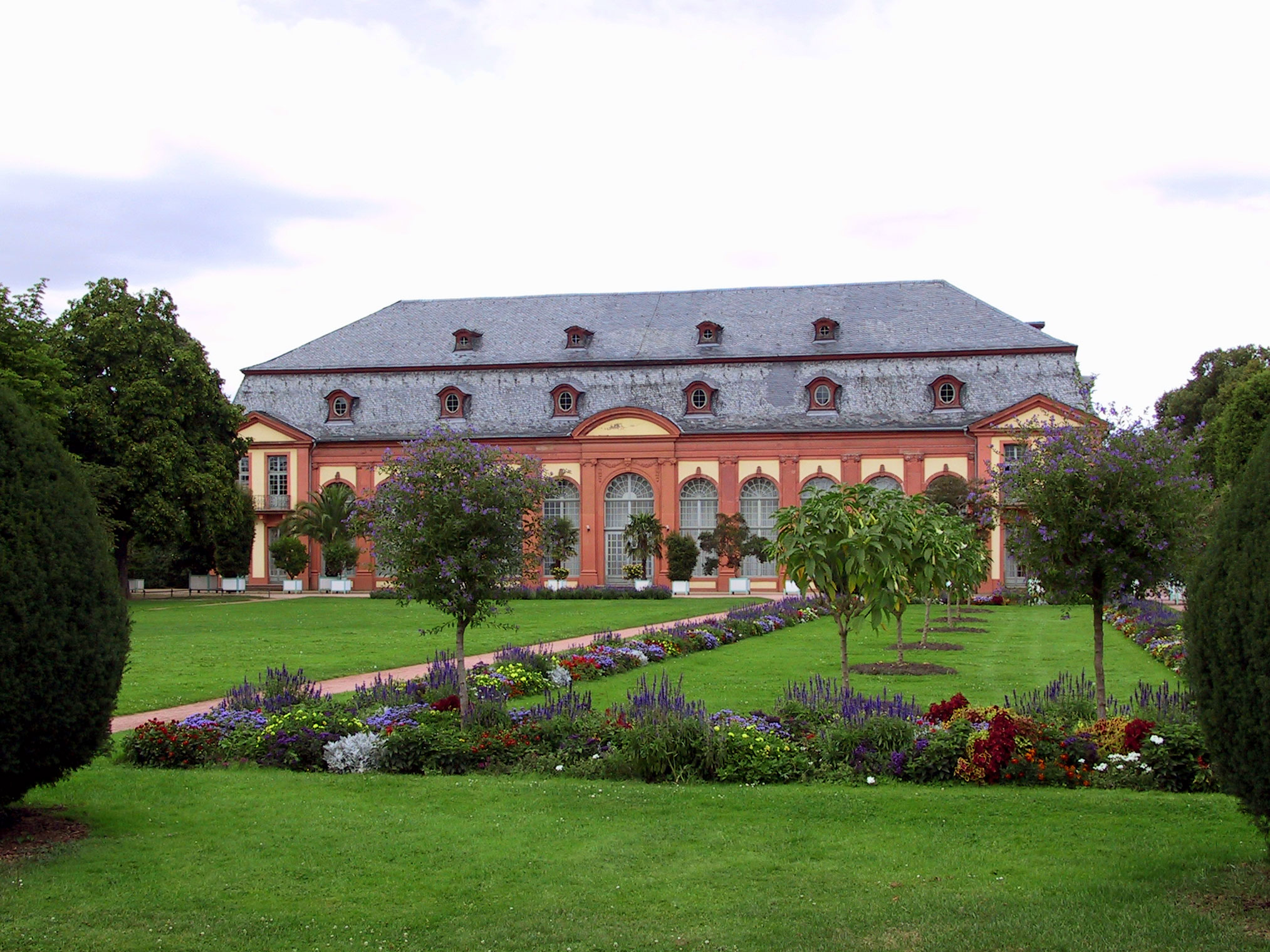
オランジュリ

- ルートヴィヒスヘーエ: ダルムシュタット南部の山（海抜246m）高さ28mの展望台が建っており、その隣にダルムシュタット市民天文台がある。

#### クラニヒシュタイン区およびアルハイルゲン区

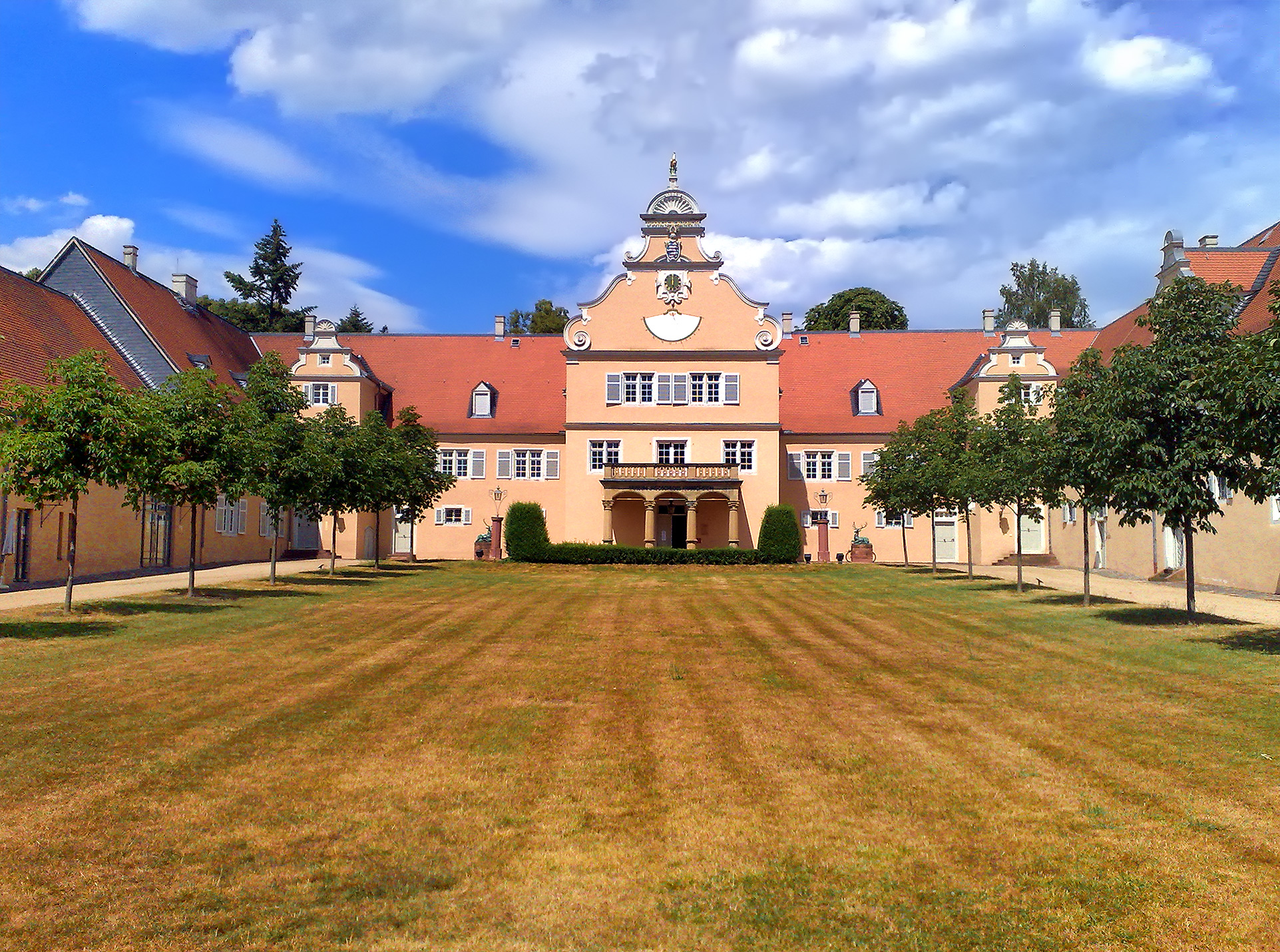
クラニヒシュタインの狩りの城

- クラニヒシュタインの狩りの城

#### その他
- ヴァルトシュピラーレ: フリーデンスライヒ・フンデルトヴァッサーによって建設された複合住宅
- ヴァルトフリートホーフ: 市の西部にある霊園
- オーバーフェルト御料地
- ユーゲントシュティールバート: プール。1909年に「フォルクスバート」として開業し、後に「ツェントラルバート」と改名された。2005年から2008年に徹底した改修と文化財保護のための補修が行われ、2008年から「ユゲントシュティールバート」として再開された[12]。
- ドンマースベルク（海抜263m）のビスマルク塔

### 公園
- 領主庭園
- ローゼンヘーエ
- プリンツ・エミール庭園
- 北部市民公園
- オランジュリー庭園
- ヴォルフスケールシャー公園

### スポーツ
ダルムシュタットの最も有名なスポーツクラブは SVダルムシュタット98である。このクラブのチームは、サッカー・ブンデスリーガ1部で2年間プレイした。このチームは、シュタディオン・アム・ベレンファルトーアやHEAGシュタディオン（人工芝）でホームゲームを開催している。この他のダルムシュタットの有名なスポーツクラブには、水泳やトライアスロンで多くのドイツ・チャンピオンを輩出しているDSW 1912 ダルムシュタットや、ヘッセン州で最初のアメリカン・フットボール・チームの一つであるダルムシュタット・ダイアモンズなどがある。また、RSCダルムシュタットは、南ドイツで唯一のトップクラスのローラーホッケー・チームを有している。
ドイツ・スポーツ連盟に加盟する2つの競技連盟、すなわちドイツ陸上競技連盟とドイツ近代五種競技連盟がダルムシュタットに本部を置いている。

### 年中行事
- 4月: メス広場での春のメッセ
- 5月: シュロスグラーベンフェスト — ダルムシュタット城周辺で40万人を超える来訪者を迎えて行われるヘッセン最大の市街地での野外コンサート
- 6月: ジャスト・フォー・ファン — 国際的なパフォーマーやビルボーダーが参加してダルムシュタットの路上や広場で開催される大道芸の祭典
- 7月: 「ハイナーフェスト」約70万人が訪れる、南部ヘッセン最大の市民祭でドイツでも2番目に大きな市街祭
- 7月 - 8月: ダルムシュタット夏季現代音楽講習会として世界的に知られるクライニヒシュタインの現代音楽講習会
- 7月 - 8月: ダルムシュタットの宮廷祝祭演劇祭
- 8月: ヘッセンショー
- 9月: ベスンゲン区でのラッピング・キルメス[訳注 1]とリーガー広場でのマルティン・キルメス
- 9月: メス広場での秋のメッセ
- 9月: ダルムシュタット市内の「ミューズの長い夜」
- 11月/12月: マルクト広場でのクリスマス市

生粋のダルムシュタット住民を「ハイナー」という。ハイナーフェストはこれに由来する。またベスンゲンのキルメスの名称「ラッピング」(Lapping) は、ベスンゲン住民のことで、これはフランス語の lapin（ウサギ）の訛ったものである。エーバーシュタット区の住民は「ガーゼヘンカー」（ヤギ殺し）、アルハイルゲンの住民を「反抗屋」（Mucker、動詞のvermucken（反抗する）から転じたものである）という。

## 経済と社会資本

### 交通

#### 道路交通
市域内を連邦アウトバーンA5号線（カールスルーエ - フランクフルト・アム・マイン）とA67号線（マンハイム - リュッセルスハイム）が通っている。両者はダルムシュタット・ジャンクションで交差する。
また、以下の連邦道が市域内を通過する。B3、B26、B42、B426、B449号線

#### 鉄道交通

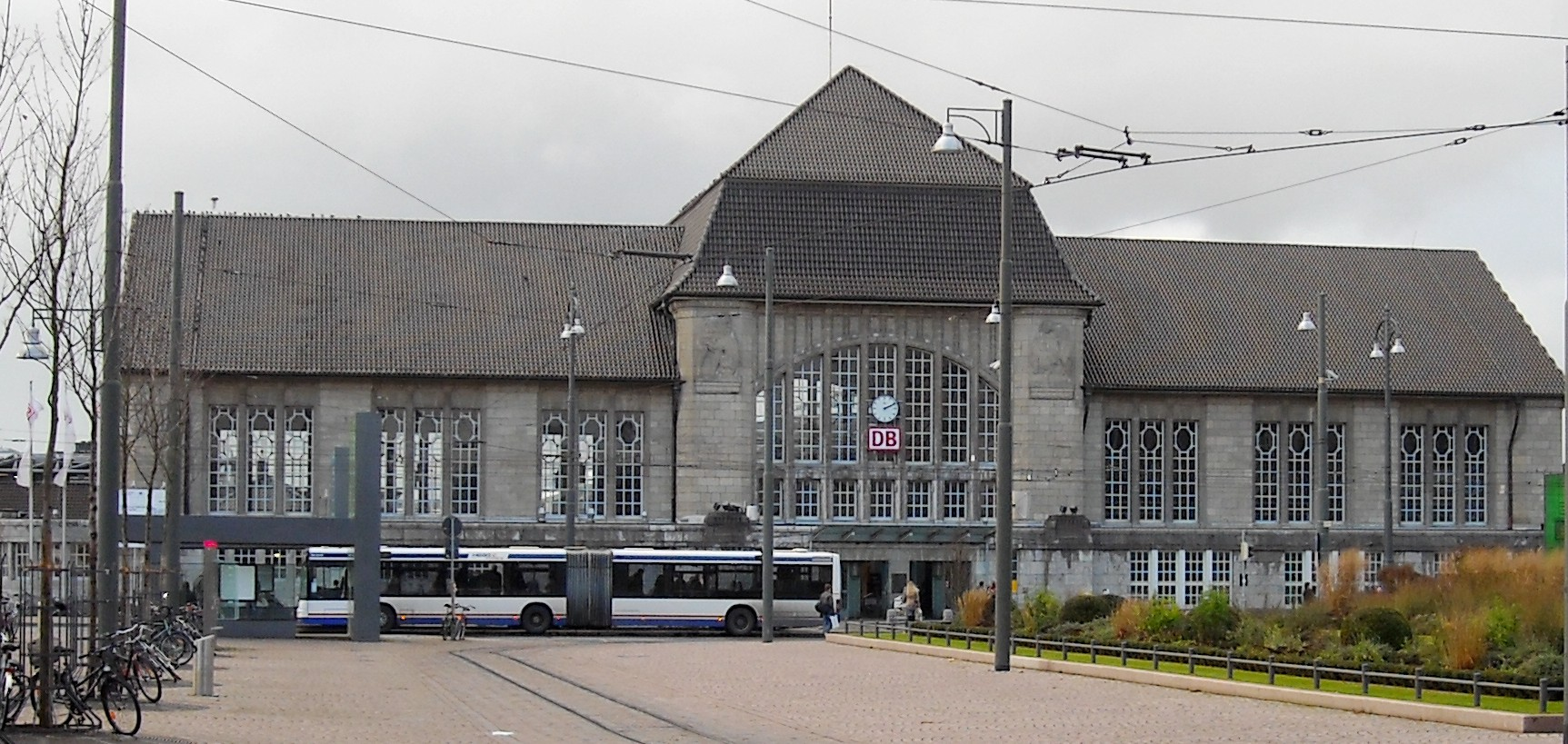
ダルムシュタット中央駅

ダルムシュタット中央駅は、マイン＝ネッカー鉄道の駅であると同時にオーデンヴァルト鉄道の終着駅でもある。ローカル列車が、フランクフルト・アム・マイン、ヴィースバーデン、アシャッフェンブルク、マンハイム、ハイデルベルクおよびエアバッハ、エーバーバッハを結んでいる。また、カールスルーエ/コンスタンツ、シュトゥットガルト/ミュンヘン/ザルツブルク方面や北のカッセルやゲッティンゲン、ハノーファーを経由してハンブルク方面へ向かうIC列車もある。しかし、現在ダルムシュタットに停車するICE列車はごくわずかであり、計画中のライン＝マイン地域とライン＝ネッカー地域を結ぶ新線を利用したIC列車の運行が議論されている（2008年現在）。
ダルムシュタット＝クライニヒシュタイン駅の廃止に伴い、ダルムシュタット市内に貨物駅はなくなった。

#### 公共交通機関

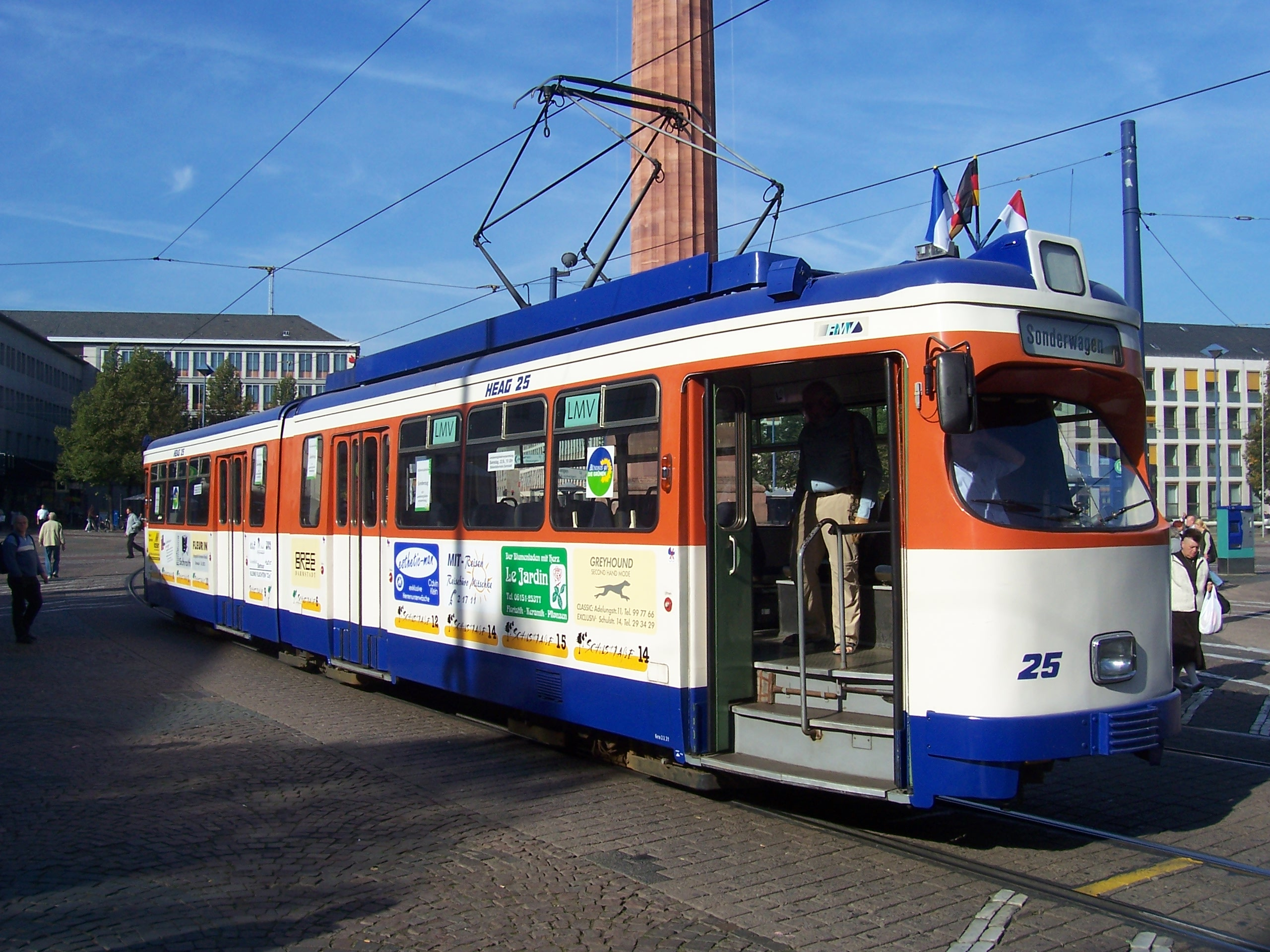
ルイーゼン広場の市電

公共の旅客交通は、HEAG AGの子会社であるHEAGモビーロGmbHが運営する市電（ダルムシュタット市電）やバス路線が担当している。バス路線は他の交通会社が運営しているものもある。さらにダルムシュタットはライン＝マインSバーンにも接続している。S3路線がフランクフルトを経由してバート・ゾンデン・アム・タウヌスまで、S4路線がフランクフルトを経由してクロンベルク・イム・タウヌスまでを結んでいる。市内のすべての鉄道やバス路線はライン＝マイン交通連盟の統一料金が適用される。

#### 自転車交通
ADFC（全ドイツ自転車クラブ）の自転車環境2005で、ダルムシュタットは平均以下の評価を受けた。市内の自転車道の総距離は137kmである, 。

#### 飛行機
ダルムシュタットは、フランクフルト空港へ約25kmの、交通が便利な場所にある。中央駅からフランクフルト空港へはバス路線「エアライナー」が運行している。この他に小型飛行機用の小さな飛行場（滑走路の長さ1.4km）であるフランクフルト＝エーゲルスバッハ飛行場まで15kmの距離である。

### 地元企業

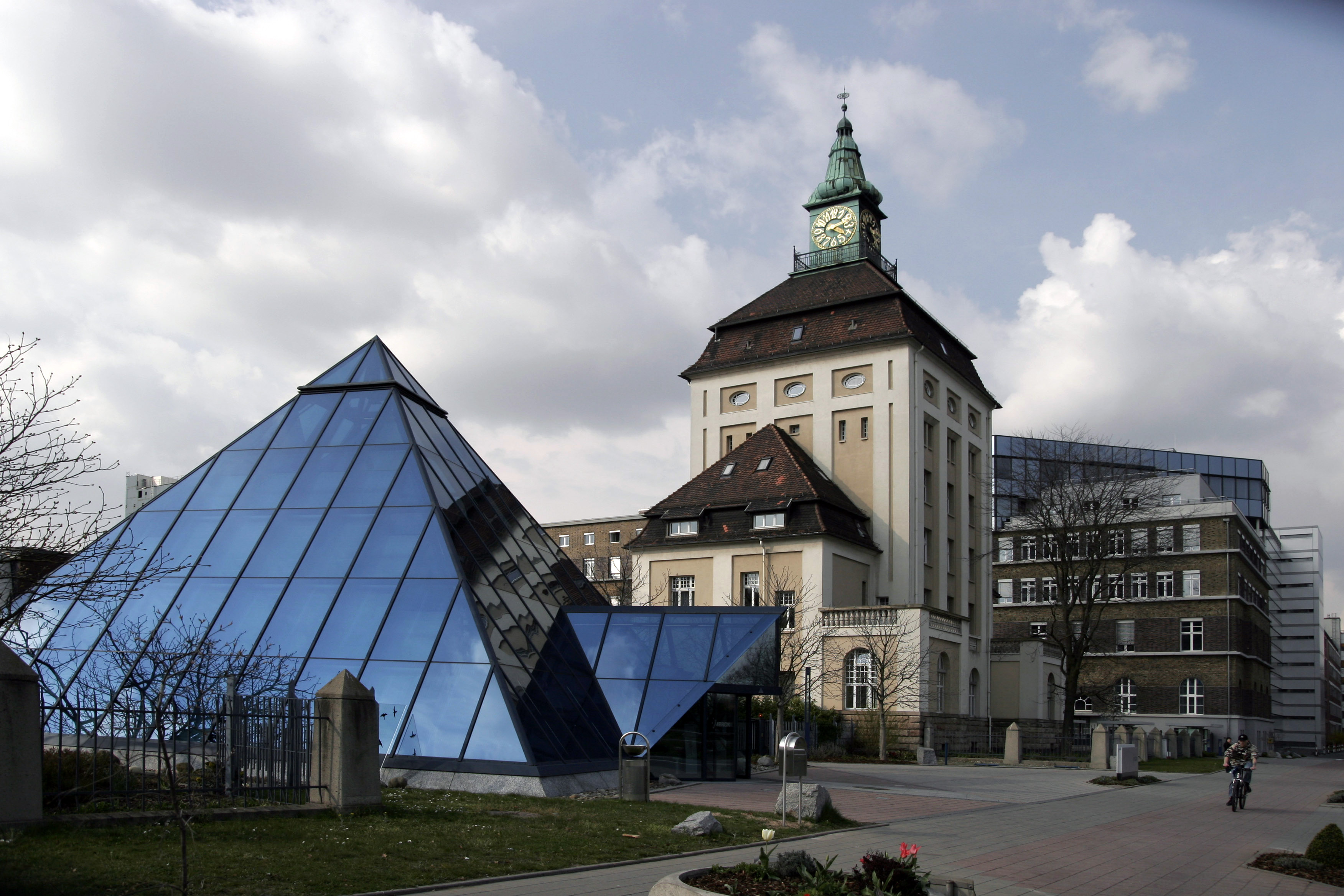
フランクフルト通りのメルク本社

ダルムシュタットの経済は、この街に本社を置く化学・医薬品コンツェルンのメルクに大きく依存している。8,000人以上の従業員を擁するメルクはこの街最大の雇用主である。この他の重要な企業には、レームGmbH（化学企業エボニックの傘下）、カール・シェンクAG（機械製造）、ウエラ（現在はP&Gの傘下）、デーラーGmbH、ゴールドウェルGmbH（花王の傘下）などがあり、いずれもダルムシュタットの雇用促進に寄与している。1969年にダルムシュタットで設立されたソフトウェアAGは現在、SAP AGに次ぐ、ドイツ第2のソフトウェア企業に成長した。

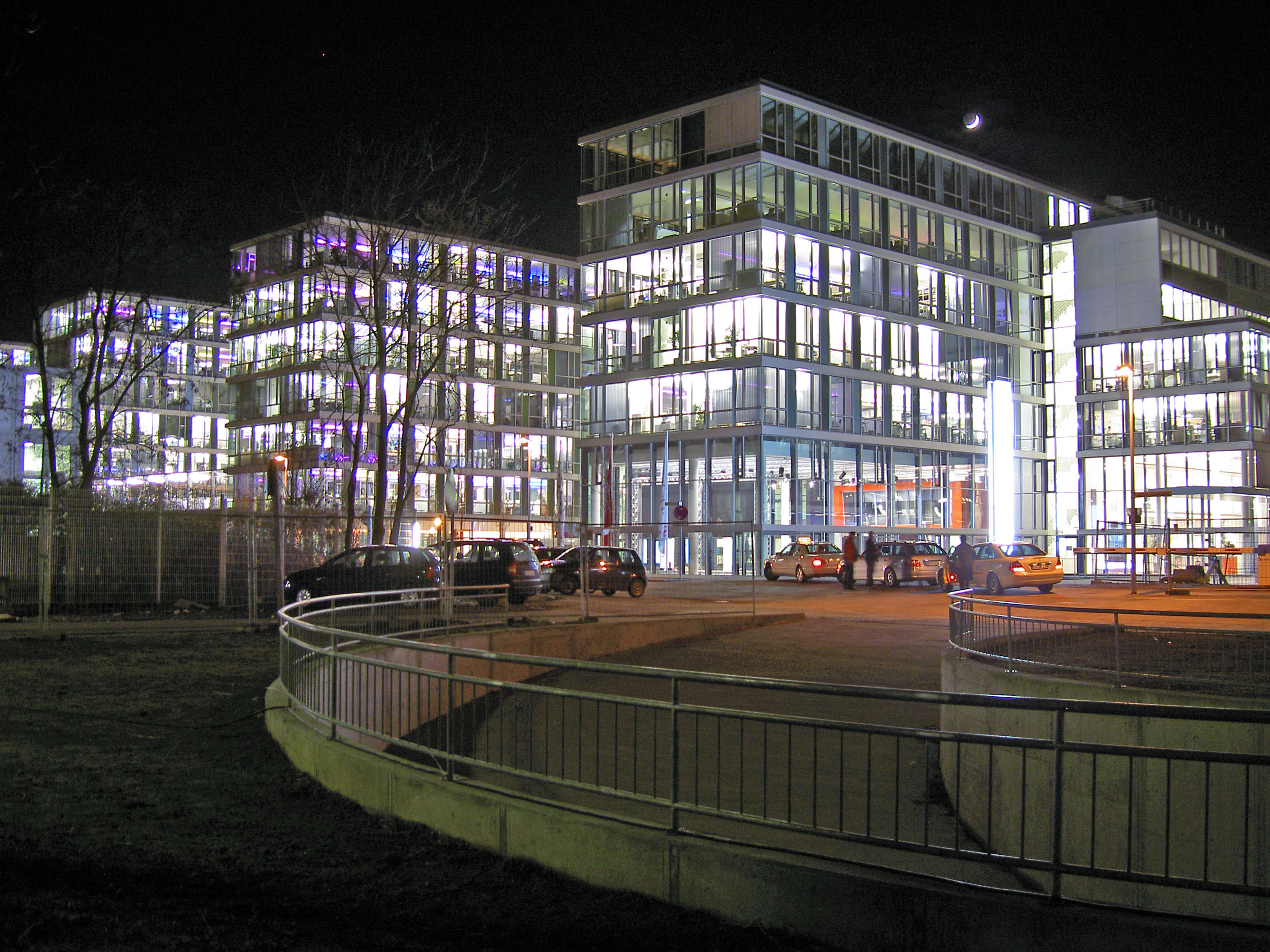
T-オンラインの本社ビル群

かつて通信会社 FTZの敷地であった「アム・カヴァレリーザント」には現在、ドイツテレコムの多くの部門が入居している。ここにはT-システムズの社屋が建ち並び、2005年にはT-オンラインが本社を置いた。2006年に子会社のT-オンライン・インターナショナルAGは親会社のドイツ・テレコムに統合された。テレコムとその子会社群はこの街の2番目の雇用主である。
ドイツポストAGは、電子署名を管理するトラストセンターと郵便センターをダルムシュタットに保持している。HEAG AGは、地域交通（HEAGモビーロGmbHの市電とバス）やヘッセン州南部地域のエネルギー供給（HEAG南ヘッセン・エネルギーAG）で知られる。また、ダルムシュタットのゴミ焼却炉では焼却時の熱を利用した発電を行っており、相当数の家庭に電気を供給している。
ヴィッセンシャフトリッヒェ・ブーフゲゼルシャフトはダルムシュタットに本社を置く出版者である。
ダルムシュタットには2つのビール醸造会社がある。グローエブロイライ（1838年創業）とダルムシュテッター・プリヴァートブロイライ（1847年創業）である。前者は伝統的なビール会社であり、後者は経済的に成功している。
ヨーロッパ最大のIT-マーケットであるリングストンは、1996年からドイツ本社とヨーロッパ物流センターをダルムシュタットのアルハイルゲン区に置いている。
コンピューターゲームの開発・制作を行う 10tacle Studios は、ダルムシュタットに本社を置いている。

### メディア
1950年代あるいは1960年代頃からこの街は「印刷の街」と呼ばれた。それは、煙を出さない工業と新たに設けられた住宅地から構成される街の概念を、数多くあった出版社や印刷所で代表させた呼び名であった。50以上ある出版社の中でも、A.シュプリンガー＝ティーフドルック、ホッペンシュテット出版がその主なものである。
ダルムシュタットの最新ニュースは主に、ダルムシュタットに本社を置く日刊紙ダルムシュタット・エコーや、フランクフルター・ルントシャウの地方版、あるいはフランクフルター・アルゲマイネン・ツァイツゥングの地方版に掲載される。また、いくつかの区では週刊あるいは月刊の広報誌が刊行される。ベスンゲン区のベスンガー・ノイエ・ナハリヒテン、エーバーシュタット区およびミュールタール区のロカールアンツァイガー、アルハイルゲン区のアルハイルガー・ポスト、ベスンゲン区・ヴォークス地区やコンポニシュテン地区・エーバーシュタット区・ミュールタール区の「ディー・ロカーレ・ツァイトゥング」などである。タウン誌「フリッツ — ダス・マガツィーン」および「フォアハング・アウフ」は毎月無料で発刊されている。
非商用ラジオ放送のラジオ・ダルムシュタット（「ラダー」）はダルムシュタットから発信されている。ヘッセン放送とラジオFFHはそれぞれのラジオ放送局をダルムシュタットに構えている。

### 教育

#### 大学

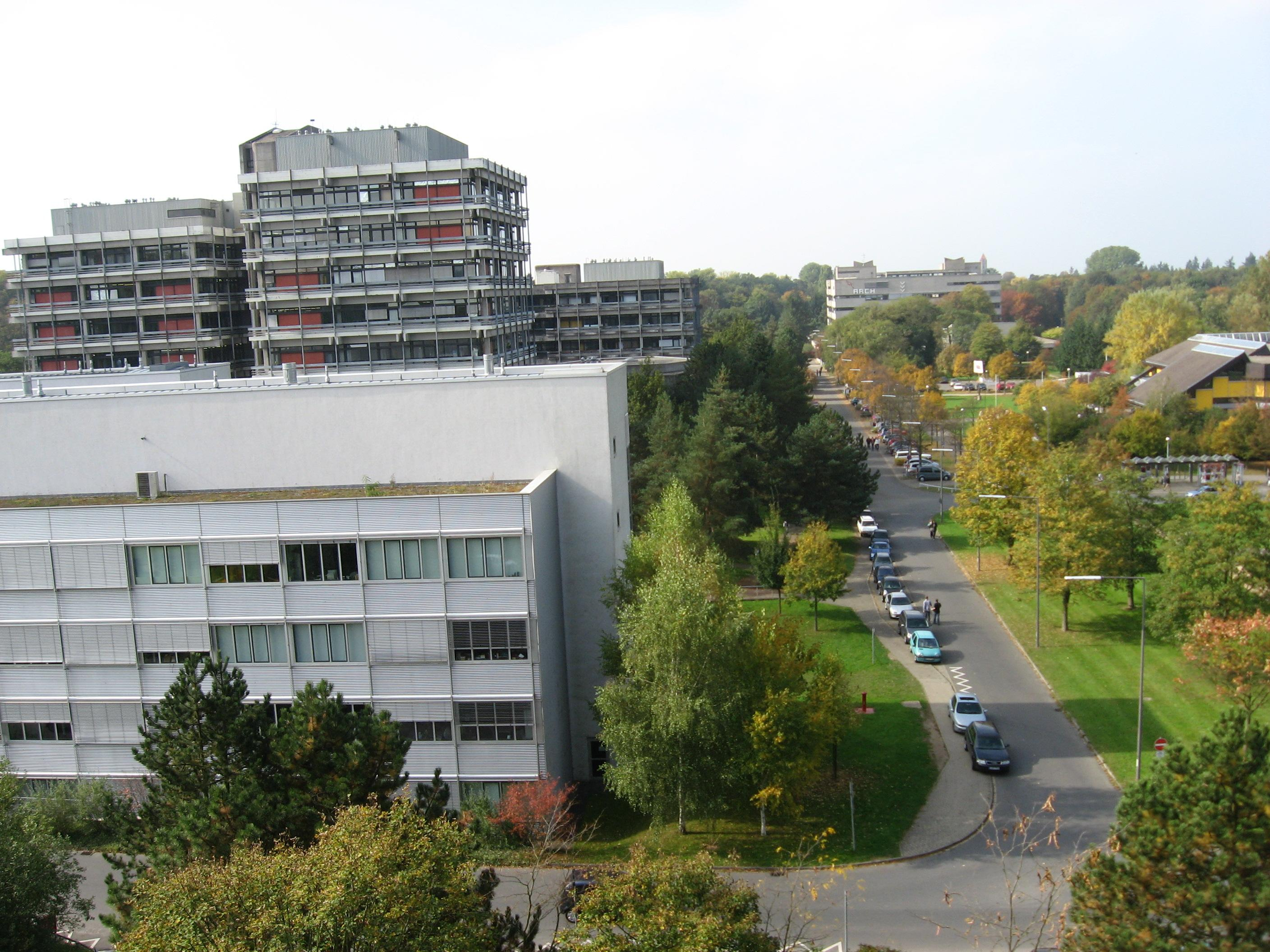
ダルムシュタット工科大学のキャンパス

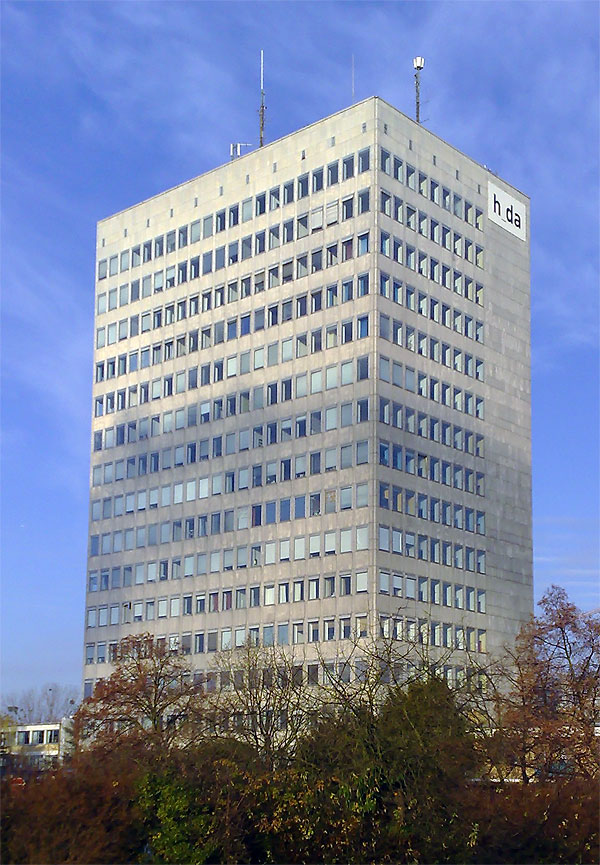
ダルムシュタット専門大学

ダルムシュタット市の大学は、その「学術都市」の称号獲得に特に大きな寄与をなした。ダルムシュタットでは総計で3万人の学生が学んでいる。中でも最もよく知られているのが1877年に設立されたダルムシュタット工科大学 (TUD) で、約19,000人の学生を擁している。11,000人の学生が学ぶ2番目に大きな大学はダルムシュタット専門大学 (Hochschule Darmstadt (h_da)) である。この大学は1876年に創設された州立建築大学、生産技術学校、市立機械製造学校が合併した大学で、2006年までは Fachhochschule Darmstadtという名称であった。h_daにはディーブルク・キャンパスもある。
ダルムシュタットには2つの大きな大学の他に、1971年に設立されヘッセンおよびナッサウ・プロテスタント教会が運営するプロテスタント専門大学ダルムシュタット (EFH)、1996年に設立されたヴィルヘルム・ビュヒナー専門大学、1851年に私立音楽学校として設立された音響芸術アカデミーがある。

#### その他の学校
ダルムシュタットには多くの学校やギムナジウムがある。このため毎日多くの生徒がダルムシュタット＝ディーブルク郡から通学している。

##### 職業ギムナジウム
- ハインリヒ・エマヌエル・メルク・シューレ
- エラスムス・キットラー・シューレ
- ペーター・ベーレンス・シューレ

##### ギムナジウム
- ベルトルト・ブレヒト・シューレ
- エディト・シュタイン・シューレ
- エレオノーレンシューレ
- ゲオルク・ビュヒナー・シューレ
- ユストゥス・リービヒ・シューレ
- リヒテンベルクスシューレ
- ルートヴィヒ・ゲオルクス・ギムナジウム
- シュールツェントルム・マリエンヘーエ
- ヴィクトリアシューレ
- ダルムシュタット定時制ギムナジウム

##### 職業教育学校
- フリードリヒ・リスト・シューレ
- マルティン・ベハイム・シューレ

#### 研究所、研究機関

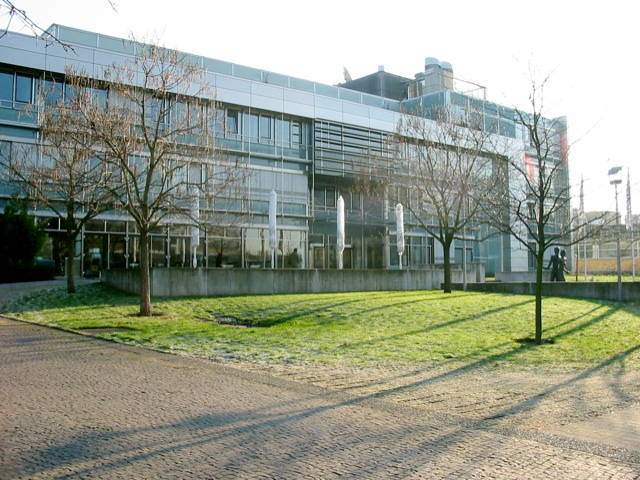
グラフィックデータ処理に関するフラウンホーファー研究所 (IGD)

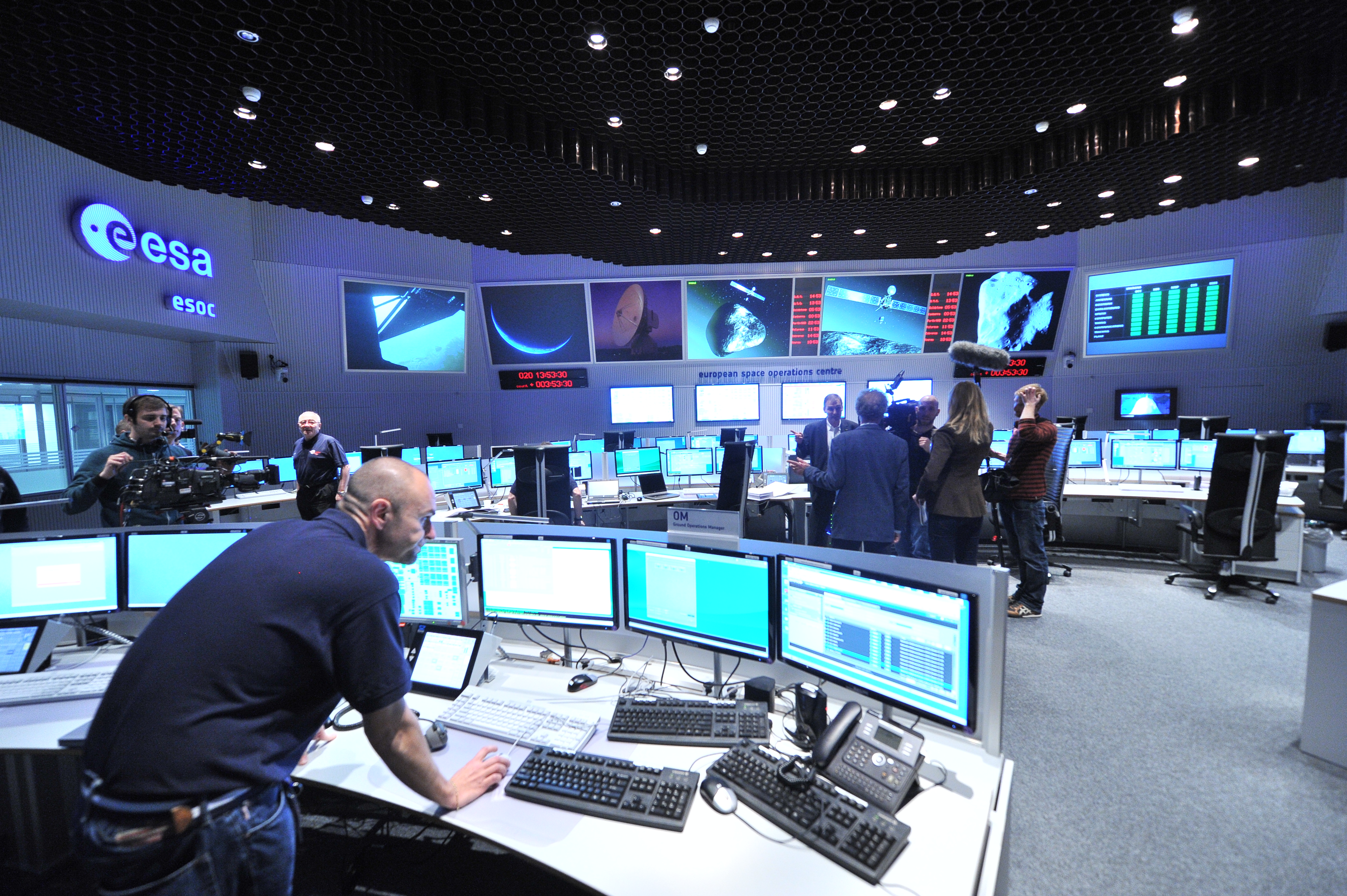
ESOCのコントロールセンター

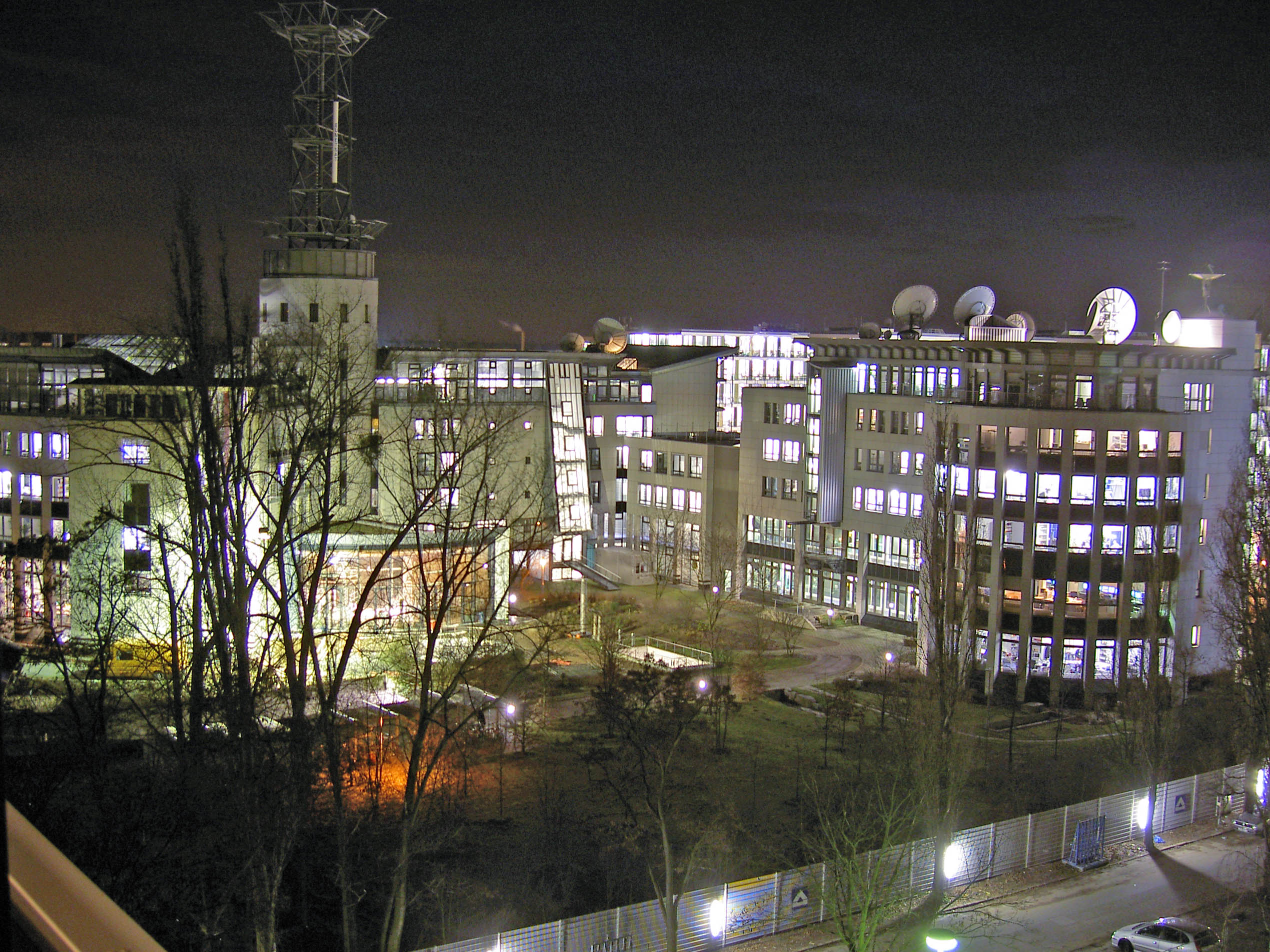
EUMETSAT本部

- フラウンホーファー協会は以下の研究施設を有している。
  - 構造耐久性とシステム信頼性に関するフラウンホーファー研究所 (LBF)
  - グラフィックデータ処理に関するフラウンホーファー研究所 (IGD)
  - セキュア情報技術に関するフラウンホーファー研究所 (SIT)
- グラフィックデータ処理センターe.V.
- ダルムシュタット・IT安全性センター (DZI)
- 重イオン科学研究所 (GSI)
- ドイツ合成樹脂研究所 (DKI)
- 欧州宇宙運用センター (ESOC)
- 欧州気象衛星開発機構 (EUMETSAT)
- 農林業のための連邦生化学研究所 (BBA)
- 生物動力学研究所 (IBDF)
- 新しい技術デザイン研究所 (INTEF)
- 居住環境研究所 (IWU)
- パッシブハウス研究所 (PHI)
- 応用生態学研究所「エコ・インスティテュート」
- 言語と文学のドイツアカデミー
- ダルムシュタット芸術ホール
- マチルダの丘研究所
- 音響芸術アカデミー
- モーツァルト＝アルヒーフ
- ダルムシュタット国際音楽研究所 (IMD)
- ダルムシュタット・ジャズ研究所
- ドイツ・ポーランド研究所
- ダルムシュタット市民天文台

原子番号110番のダームスタチウムは、ダルムシュタットの重イオン科学研究所で発見され、この都市にちなんで名付けられた。ダルムシュタットは、これによりドイツの都市名として初めて元素名の由来となった。同研究所では原子番号108番のハッシウムが先に発見されているが、こちらはヘッセン州に由来する。

### 裁判所
ダルムシュタットには様々な裁判を担当する裁判所がある。
一般の裁判所としては、ダルムシュタット市とその周辺市町村を管轄するダルムシュタット区裁判所、オッフェンバッハ市を含むマイン川南部の区裁判所管区を統括するダルムシュタット地方裁判所がマチルダ広場の司法センターにある。
労働裁判はダルムシュタット労働裁判所が、社会裁判はダルムシュタット社会裁判所とヘッセン地方社会裁判所がダルムシュタットにはある。
行政裁判に関しても、ヘッセン州の5つの行政裁判所の内の一つがダルムシュタットにある。
また、ダルムシュタットには、フランクフルト・アム・マイン上級地方裁判所の分局がある。

### 軍事施設
帝国時代、すなわちヘッセン大公の時代、ダルムシュタット西部（当時はグリースハイムの領域内であったが）にダルムシュタット練兵場があった。この敷地は1930年代にダルムシュタット市に併合された。1908年にこの敷地に造られた飛行場は「アウグスト・オイラー飛行場」と呼ばれていた。この敷地の一部は現在も軍事施設に用いられている。
ドイツ連邦軍はダルムシュタット市内に2つの兵舎を設けている。
- カール・プラッゲ将軍兵舎、2006年まではフランケンシュタイン兵舎と呼ばれていた。
- シュタルケンブルク兵舎、システム修理センターのHeeresinstandsetzungslogistik GmbHがある[17]。

米軍は2008年にダルムシュタット市内の兵力を引き上げた。しかし、一連の施設はまだ保持している。
- カンブライ・フリッチュ兵舎（フリッチュ男爵兵舎）
- ケリー兵舎（ライプガルデ兵舎）
- ナタン・ハレQMアレー（軍糧食支給施設）
- ダルムシュタット訓練センター
- リンカーン・ジートルング
- 聖バーバラ・ジートルング

隣接するグリースハイムとの境界に面したアウグスト・オイラー飛行場の敷地内に2008年までにエシュロン・ステーションが建設されている。
かつてのエルンスト・ルートヴィヒ兵舎は1990年代に引き払われ、2003年に取り壊された。この敷地は「マイホーム・プロジェクト2004」の一環として住宅地エルンスト・ルートヴィヒ・パークとして造成された。

## その他のトピックス
1804年以前の重さ100gの隕石はダルムシュタットに落下したもので、「ダルムシュタット」と名付けられている。
1872年から1882年までヘッセン大公のダルムシュタット帝国貨幣鋳造所でマークHの刻印があるコインが造られた。ダルムシュタット貨幣鋳造所は、現在のマチルダ広場の区裁判所の敷地にあった。ダルムシュタット帝国貨幣鋳造所は鋳造量が少なかったため、コイン収集家や古銭研究者にたいへん需要が高い。
マティアス・クラウディウスの『アーベントリート』は1776年にダルムシュタットのシュナムペル通り（植物園の近く）で作成された。
1975年から76年のZDFのテレビドラマシリーズ「PS - 自動車の歴史」や、1981年のやはりZDFの「ある生徒の死」の大部分はダルムシュタットで撮影された。また、ZDFのファミリー・シリーズ「Diese Drombuschs」（1983年 - 1994年）の大部分もダルムシュタットで撮影された。
ビブリス原子力発電所の仮想事故をテーマとした空想ドキュメント映画「死のゾーン - ビブリス・クライシスの後」は大部分がダルムシュタットで撮影された。
ダルムシュタットは、ドイツの大都市の中で、川から到達できない数少ない都市である。

## 人物

### 出身者

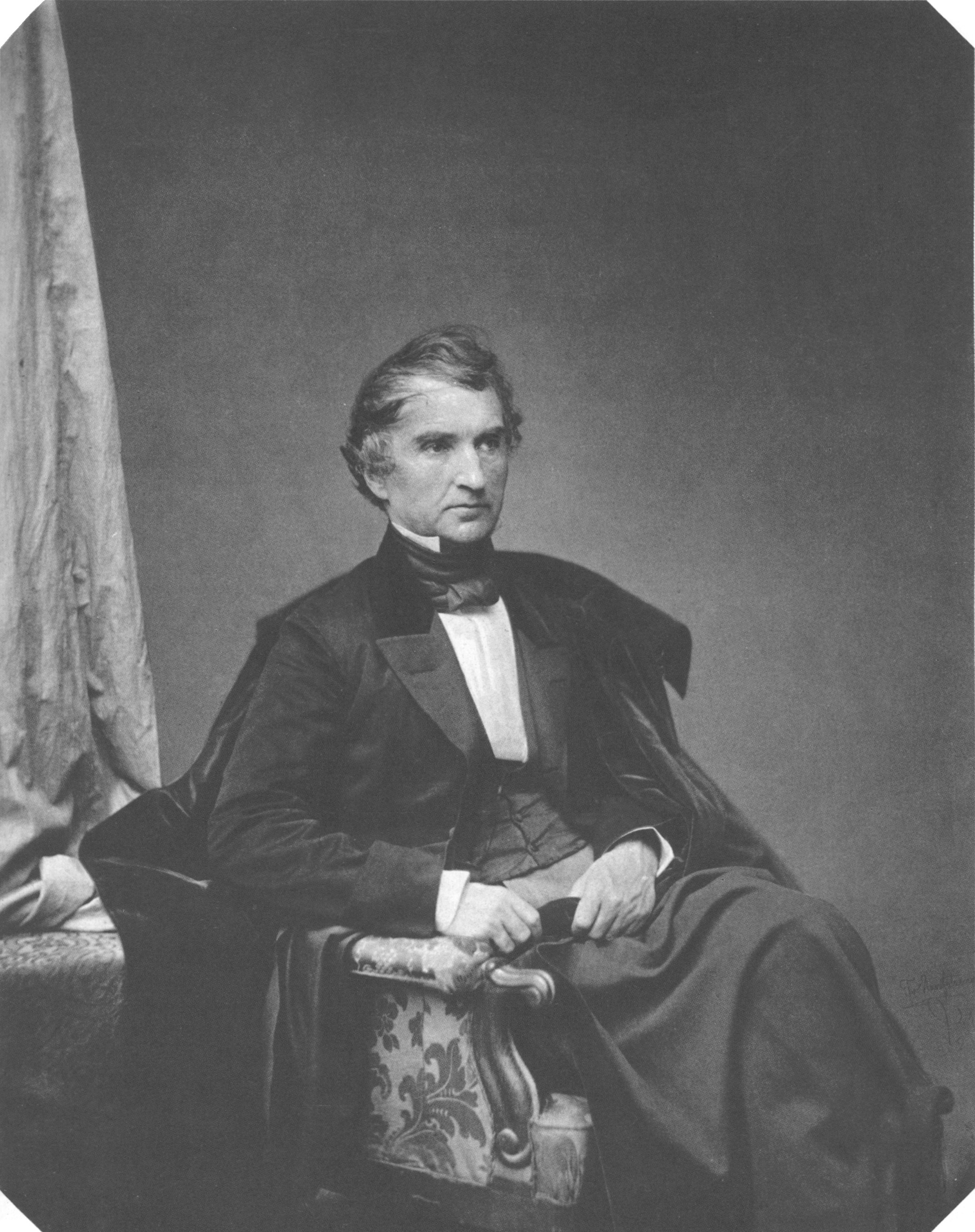
ユストゥス・フォン・リービヒ

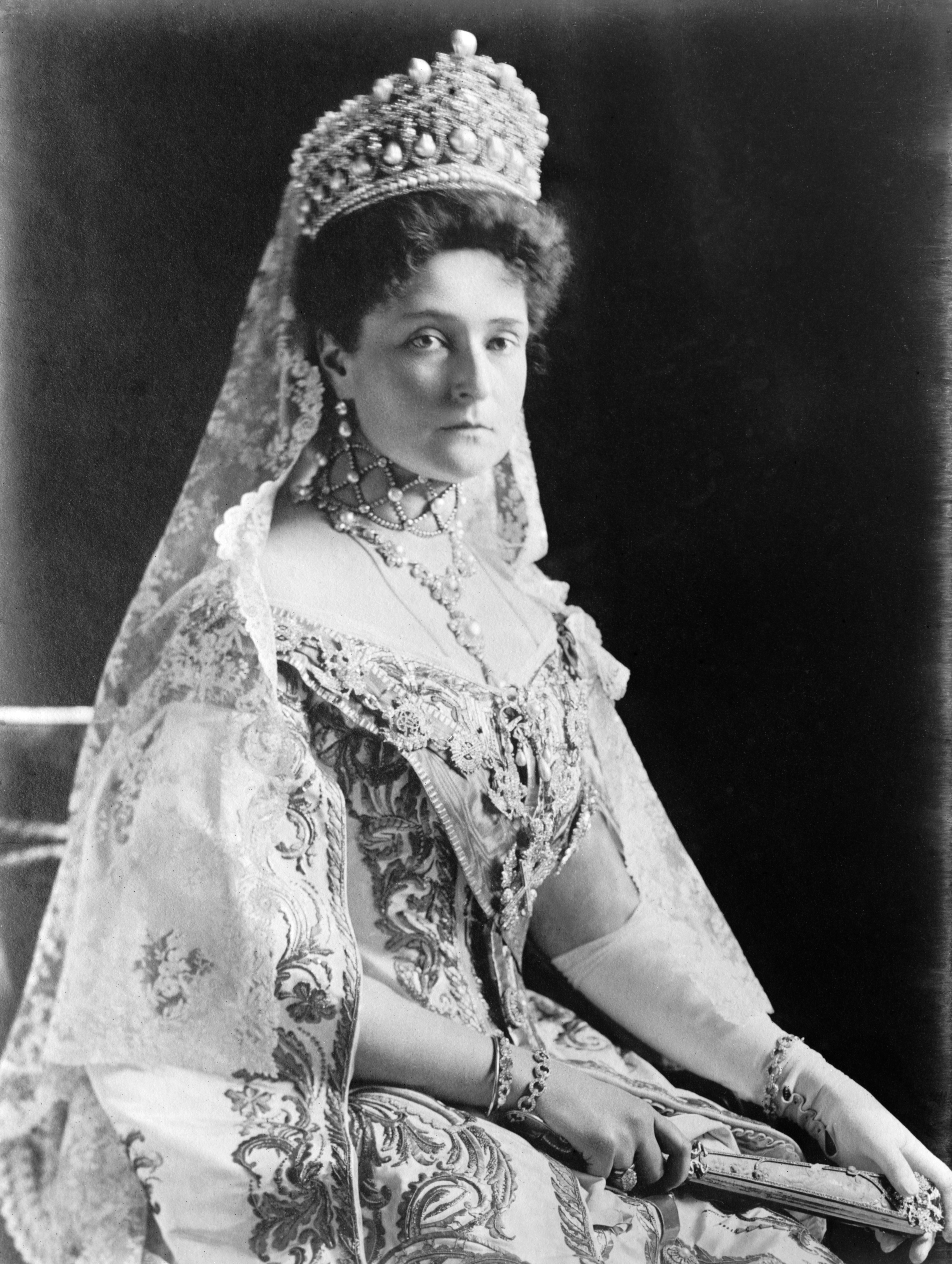
アリス・フォン・ヘッセン＝ダルムシュタット（アレクサンドラ・フョードロヴナ）

- マグダレーナ・ジビラ・フォン・ヘッセン＝ダルムシュタット（1652年 - 1712年）ヴュルテンベルク公ヴィルヘルム・ルートヴィヒ公妃
- ヨハン・ヤーコプ・ディレン（1687年 - 1747年）植物学者
- ヨハン・ハインリヒ・メルク（1741年 - 1791年）文筆家、出版者
- ルートヴィヒ2世（1777年 - 1848年）ヘッセン大公（在位: 1830年 - 1848年）
- ユストゥス・フォン・リービヒ（1803年 - 1873年）化学者
- ゲオルク・ゴットフリート・ゲルヴィヌス（1805年 - 1871年）歴史家、政治家
- ルートヴィヒ3世（1806年 - 1877年）ヘッセン大公（在位: 1848年 - 1877年）
- カール・ヴィルヘルム・ルートヴィヒ・フォン・ヘッセン（1809年 - 1877年）ヘッセン＝ダルムシュタット公子、前項ルートヴィヒ3世の弟
- エルンスト・エリアス・ニーベルガル（1815年 - 1843年）作家
- ルイーゼ・ビュヒナー（1821年 - 1877年）作家
- ルートヴィヒ・ビュヒナー（1824年 - 1899年）医師、作家
- グスタフ・シモン（1824年 - 1876年）外科医、医学書の著者
- フリードリヒ・アウグスト・ケクレ・フォン・シュトラードニッツ（1829年 - 1896年）化学者
- アルフレート・ヘーガー（1830年 - 1914年）産婦人科医
- ルートヴィヒ4世（1837年 - 1892年）ヘッセン大公（在位: 1872年 - 1892年）
- ゲオルク・フォン・ヘルトリング（1843年 - 1919年）ドイツ帝国首相（在任期間: 1917年 - 1918年）
- シモン・バンベルガー（1846年 - 1926年）企業家、ユタ州知事（在任期間: 1917年 - 1921年）
- リヒャルト・アンシュッツ（1852年 - 1937年）化学者
- アルフレート・メッセル（1853年 - 1909年）建築家
- ルートヴィヒ・フォン・ホフマン（1861年 - 1945年）画家、グラフィックデザイナー
- エルンスト・ルートヴィヒ（1868年 - 1937年）ヘッセン大公（在位: 1892年 - 1918年）
- アリス・フォン・ヘッセン＝ダルムシュタット（1872年 - 1918年）ロシア皇妃。ロシア皇帝ニコライ2世の皇后。ロシア名: アレクサンドラ・フョードロヴナ
- フリードリヒ・グンドルフ（1880年 - 1931年）文学史家
- クリスタ・ヴィンスロー（1888年 - 1944年）作家
- カール・プラッゲ（1897年 - 1957年）ドイツ国防軍司令官、ナチス党員。約250人のユダヤ人強制労働者をホロコーストから救出した。
- カール・ヴォルフ（1900年 - 1984年）SS司令官
- アーヴィット・ハルナック（1901年 - 1942年）弁護士、共産主義のレジスタンス運動グループ赤いオーケストラのメンバー
- ヘルマン・エンゲルハルト（1903年 - 1984年）陸上競技選手。1928年アムステルダムオリンピック銀メダリスト
- ヴェルナー・ベシュト（1903年 - 1989年）弁護士、警察署長、国家社会主義者
- ゲオルク・ダッシャー（1911年 - 1944年）ハンドボール選手
- ハンス・クリスティアン・ブレヒ（1915年 - 1993年）俳優
- エリカ・ケート（1927年 - 1989年）ソプラノ歌手、音楽教育家
- カールハインツ・ベーム（1928年 - ）俳優、慈善活動団体「Menschen für Menschen」の創設者の一人
- ギュンター・シュトラック（1929年 - 1999年）俳優
- ミリヤム・プレスラー（1940年 - ）作家、翻訳家
- パウル・フリーリングハウス（1959年 - ）俳優
- ハンジ・グナート（1963年 - ）バスケットボール選手
- ブルーノ・ラッバディア（1966年 - ）サッカー選手、監督
- マルクス・リュール（1972年 - ）ボディービルダー
- ビョルン・ファウ（1979年 - ）テニス選手
- ハンノ・バリッチュ（1981年 - ）サッカー選手
- ヨハネス・ハーバー（1983年 - ）バスケット選手

### ゆかりの人物
- ヘンリエッテ・カロリーネ・フォン・プファルツ＝ツヴァイブリュッケン（1721年 - 1774年）ヘッセン＝ダルムシュタット方伯ルートヴィヒ9世妃
- ゲオルク・クリストフ・リヒテンベルク（1742年 - 1799年）物理学者、文筆家
- ハインリヒ・フォン・ガーゲルン（1789年 - 1880年）ヘッセン＝ダルムシュタット公国首相
- ゲオルク・ビュヒナー（1813年 - 1837年）文筆家
- カール・ヴェイプレヒト（1838年 - 1881年）極地探検家、ゼムリャフランツァヨシファの発見者
- ヘルマン・グラーフ・ケイザーリング（1880年 - 1946年）哲学者
- オットー・バートニング（1883年 - 1959年）建築家
- ヴィルヘルム・ロイシュナー（1890年 - 1944年）組合指導者、ヘッセン州内務大臣
- カール・ベーム（1894年 - 1981年）指揮者、ダルムシュタット市の総合音楽監督を務めた
- オイゲン・コーゴン（1903年 - 1987年）ダルムシュタット工科大学の政治学教授
- ハインリヒ・フォン・ブレンターノ・ディ・トレメッツォ（1904年 - 1964年）政治家 (CDU)、1955年から1961年まで連邦外務大臣を務めた。
- ゲルハルト・ヘルツベルク（1904年 - 1999年）1971年ノーベル化学賞受賞者
- グドルン・ツァプフ＝フォン・ヘッセ（1918年 - ）タイポグラファー、製本家
- ゲルハルト・ゼスラー（1931年 - ）ダルムシュタット工科大学電子工学教授

## 訳注
1. ↑  キルメス (ドイツ語: Kirmes) は教会開基祭を起源とする民俗祭である。